# Шарапова Марія Юріївна
Марі́я Ю́ріївна Шара́пова (рос. Мари́я Ю́рьевна Шара́пова; 19 квітня 1987, Нягань, СРСР) —  колишня російська професійна тенісистка, деякий час перша ракетка світу в рейтингу WTA. З шести років (1994) постійно живе і тренується у США (Флорида). Найбільш оплачувана тенісистка 2006 року завдяки не тільки призовим грошам, а й рекламним контрактам. У липні 2008 року була найбільш оплачуваною із усіх жінок-спортсменок.
Шарапова виграла п'ять турнірів Великого шолому в одиночному розряді: 2004 року в 17-річному віці відсвяткувала перемогу на Вімблдоні, де у фіналі перемогла Серену Вільямс; через два роки, у 2006 році, виграла Відкритий чемпіонат США, перемігши Жустін Енен-Арден у фіналі; у 2008 році на Australian Open, подолавши у півфіналі першу ракетку світу Жустін Енен, а у фіналі сербку Ану Іванович; в 2012 році на Ролан Гаррос перемогла італійку Сару Еррані; у 2014 перемогла на Ролан Гаррос, здолавши румунку Сімону Халеп.
Кар'єра Шарапової похилилася у 2016 році, коли антидопінгова комісія WADA виявила в її крові заборонену речовину мельдоній, після чого Шарапова була відсторонена від змагань на 15 місяців. Після повернення у великий теніс вона вже не змогла відновити колишню форму. Після Відкритого чемпіонату Австралії 2020 вона посіла у світовому рейтингу 373 місце.
26 лютого 2020 вона оголосила про завершення спортивної кар'єри.

## Початок кар'єри
Батьки Шарапової переїхали в 1986 році з Гомеля (Білорусь) до Сибіру (Росія) після аварії на Чорнобильській АЕС. Через рік у них народилася дочка. Займатися тенісом розпочала в 4,5 роки (на той час її родина вже переїхала до Сочі). Першим тренером Марії був Юрій Юдкін. Батько Марії дружив із батьком Євгена Кафельнікова і саме Євген подарував їй першу ракетку.
Юрій Шарапов переїхав зі своєю донькою в Сполучені Штати, коли Марії виповнилося 7 років, щоб віддати її до Тенісної академії Ніка Болетьєрі (Брадентон, Флорида). В академії їх ніхто не чекав, адже потрапити до Болетьєрі, у якого свого часу навчалися Агассі, Кур'є, Селеш і Курникова, можна тільки за попередньою домовленістю. Проте Юрію Шарапову вдалося переконати тренерів перевірити гру доньки. Нік Болетьєрі, який сам колись зробив фантастичне перевтілення з ледь не загиблого десантника в успішного спортивного менеджера, помітив надзвичайний талант у цій росіянці: Шарапову прийняли до академії, а її батько влаштувався працювати на будівництві — і щодня по годині діставався пішки від квартири до тенісної академії, щоб зустрітися з дочкою. Лише через два роки до них приєдналася Олена — дружина Юрія і мама Марії — якій не давали дозволу на виїзд із Росії. Саме тоді виявився у Марії незвичайний характер, без якого ніколи б не досягла нинішніх висот: вона осягала тенісні премудрості в чужій країні, фактично без батьків, наодинці переборюючи повсякденні труднощі. Теніс став головною для неї метою в житті — тим єдиним, заради чого вона готова була терпіти тяготи спартанського побуту тенісної академії, переборювати труднощі.
Результати не змусили себе чекати: у 15-річному віці Марія стала фіналісткою юніорських турнірів Australia Open та Wimbledon, причому її суперниці були на 2-3 роки старшими, а також виграла перші три турніри серії ITF. Багато хто поспішив оголосити про появу «другої Курникової». Однак Шарапову таке порівняння не приваблювало: своєю грою вона швидко довела, що у неї теніс на першому місці, а мода і бізнес — поки що лише захоплення, на відміну від Курникової, яка не змогла виграти за всю кар'єру жодного турніру в одиночному розряді.

## Кар'єра

### 2001— 2004: Ранній успіх

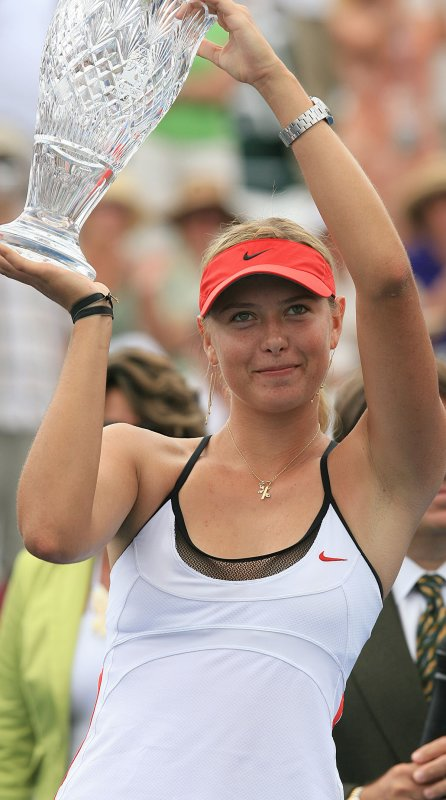
Чемпіонка 2006 Acura Classic

У 2001 році у Сарасоті Марія дебютувала на дорослих професійних турнірах, які проводяться під егідою Міжнародної федерації тенісу, і в першому ж колі поступилася. Проте вже через рік, у Колумбусі, навіть не перебуваючи в рейтингу Жіночої тенісної асоціації, перемогла на старті американку Террі Ешлі, яка входила тоді до числа 300 найкращих у світі.
У сезоні 2002 року на її рахунку було вже три титули, завойованих на турнірах ITF: в японському Гунме, канадському Ванкувері та американському Пічтрі-Сіті. У 2003-му Марія Шарапова регулярно стала випробовувати свої сили на великих змаганнях. У січні пройшла кваліфікацію з трьох матчів на Відкритій першості Австралії, але поступилася в першому раунді Кларі Закопаловій — 4:6, 6:7(6), у лютому піднялася в рейтингу вже на 153-е місце. У травні виграла ще один турнір серії ITF Sea Island у Сі-Айленді, США — і знову, тепер уже на Ролан Гарросі, пробилася через кваліфікацію до основної сітки турніру з серії «Великого шолома», де знову програла в першому раунді Мегі Серна — 3:6, 3:6.
Перед початком Вімблдонського турніру починаються підготовчі серії турнірів на траві — покритті, на якому в Шарапової виходить грати особливо вдало. І у Бірмінгемі Марія «вистрелила» по-справжньому — вийшовши до основної сітки через три матчі кваліфікації, у другому раунді обіграла сіяну француженку Наталі Деші (6:3, 6:2), у третьому — швейцарку Марі-Гаяне Микаелян (6:0, 7:5), у чвертьфіналі — Олену Дементьєву (2:6, 7:6 (4), 6:2), після чого в півфіналі на тай-брейку в третьому сеті поступилася японці Шінобу Асагое — 2:6, 6:2, 6:7(3). Показавши свою майстерність, Марія отримала персональне запрошення від організаторів Вімблдонського турніру, на якому увійшла до числа шістнадцяти найкращих. У другій половині 2003-го до Марії прийшли перші серйозні успіхи — вона змогла виграти два турніри WTA: у Токіо та Квебек-Сіті, й закінчити рік 32-ю у рейтингу WTA. 16-річна Марія Шарапова визнана Жіночою тенісною асоціацією (WTA) найкращим новачком року.
Відтоді кар'єра Марії пішла вгору. 5 квітня 2004 р. вона посідала вже 19 місце рейтингу. На Ролан Гарросі дійшла до чвертьфіналу. Потім пішла безпрограшна серія на траві. Спочатку Марія виграла турнір у Бірмінгемі в одиночному та парному розрядах, а через три тижні зуміла здійснити свою мрію — 3 липня 2004 року Марія виграла Вімблдон, упевнено, красиво і зухвало обігравши у фіналі жіночого одиночного розряду дворазову переможницю цього турніру, грізну американку Серену Вільямс.
Фінальний двобій Вімблдону проти Серени Вільямс Марія Шарапова почала, нічим не видаючи природного в таких випадках хвилювання. Росіянка виграла перше очко на власній подачі, потім ще одне, потім зробила брейк і повела 4:1. Продовжуючи діяти практично без помилок, Марія довела партію до розгрому — 6:1. У другій партії Вільямс-молодша налагодила прийом і вирвалася вперед — 4:2. Здавалося, що досвідченіша американська тенісистка ось-ось внесе остаточний злам у хід зустрічі. У цій ситуації Марія продемонструвала фантастичну гру: вона швидко зрівняла рахунок, витримала колосальну напругу в затяжному дев'ятому геймі та поставила переможну крапку — 6:1, 6:4.
Після тріумфу Марія з гравця перспективного й талановитого перетворилася в нову яскраву зірку світового тенісу. Марія стала першою росіянкою, яка перемогла на Вімблдонському турнірі і третьою наймолодшою чемпіонкою в історії турніру (після Лотті Дод і Мартіни Хінгіс). Ця перемога дозволила Марії стати 8-ю ракеткою світу.
Після фантастичного зльоту пішов закономірний спад. Марія взяла участь у трьох турнірах, показавши посередні результати. На Відкритому чемпіонаті США Шарапова не змогла показати своєї найкращої гри, програвши в третьому колі Мері Пірс — 6:4, 2:6, 3:6.
Однак блискуча гра Марії наприкінці сезону вселила надію в серця шанувальників її таланту. Вигравши турніри на харді в Сеулі і Токіо, Марія одержала путівку на підсумковий турнір року в Лос-Анджелесі. Обігравши трьох росіянок, Кузнєцову, Звонарьову і Мискіну, а також француженку Моресмо, Марія вийшла у фінал цього престижного турніру. Як і на Вімблдоні, за головний приз Марії довелося поборотися із Сереною Вільямс, це був її п'ятий матч за шість останніх днів. У надтяжкому двобої, з рахунком 4:6 6:2 6:4, Марія Шарапова знову здобула перемогу над колишньою першою ракеткою світу і завоювала титул чемпіонки світу 2004 року.
Міжнародна асоціація тенісних журналістів (ITWA) визнала Марію Шарапову найкращою тенісисткою 2004 року. У підсумку Марія закінчила сезон 2004 четвертою ракеткою світу.

### 2005: Продовження…
У 2005-му сходження на тенісний трон продовжилося. Початок сезону Марія пропустила, готуючись до Відкритого чемпіонату Австралії. На якому вона дійшла до півфіналу і програла лише майбутній переможниці — Серені Вільямс, якій вдалося відіграти 3 матчболи у росіянки. Турнір першої категорії в Токіо Toray Pan Pacific Open став 8-м турніром, виграним Марією Шараповою. Причому у фіналі була розгромлена перша ракетка світу — Ліндсей Давенпорт — 6:1, 3:6, 7:6(5). Титул у Досі і дуже успішні виступи на американських турнірах першої категорії в Індіан-Веллс та Маямі (півфінал і фінал) дозволили Марії ще вище піднятися в рейтингу. 4 квітня Марія вперше очолила Чемпіонську гонку WTA і 11 квітня, за тиждень до 18-річчя, Марія стала другою ракеткою світу.
На щорічній церемонії нагородження гравців ATP та WTA, у Маямі, Марія Шарапова отримала призи в трьох номінаціях: «Найкраща тенісистка 2004 року за версією WTA Tour», «Найпрогресивніший гравець» та «Приз глядацьких симпатій».

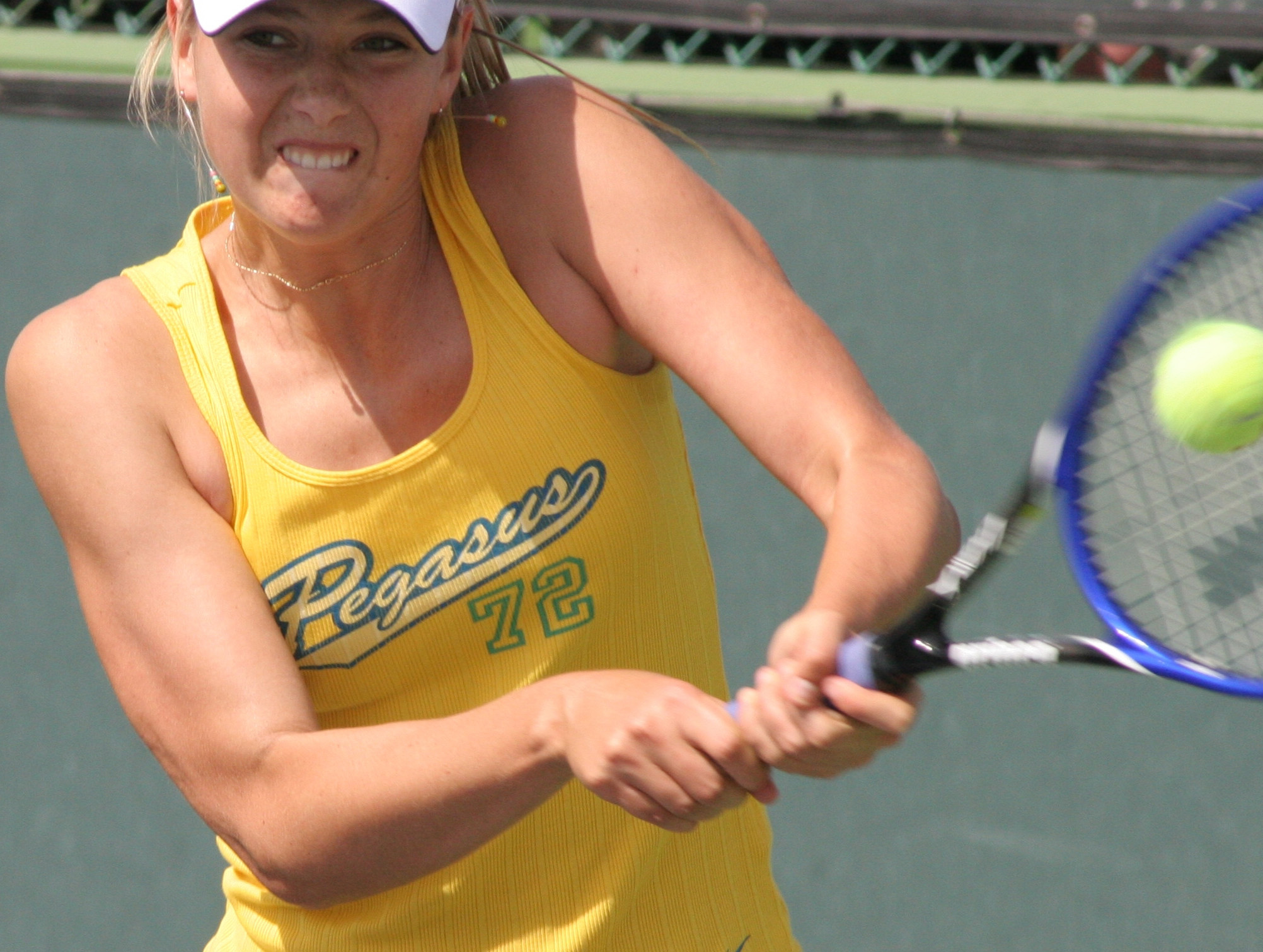
Марія на турнірі в Індіан-Веллсі, 2005

Ґрунтовий сезон-2005 Марія Шарапова провела краще, ніж попереднього року. Але поповнити список титулів ґрунтовим турніром знову не вдалося. Найкращий результат на ґрунті Марія показала в Римі, дійшовши до півфіналу і поступившись в ньому у напруженій боротьбі швейцарці Патті Шнідер (6:3, 3:6, 1:6).
Усі очікували турнірів на траві. У Бірмінгемі Шарапова підтвердила титул і виграла 10-й турнір у своїй кар'єрі. Одержати другий раз перемогу на Вімблдоні у Марії не вийшло. 30 червня 2005 до Вімблдонського півфіналу Марія виграла поспіль 22 матчі на траві, але, дійшовши до півфіналу, вона поступилася американці Венус Вільямс 6-7(2) 1-6, майбутній чемпіонці. Тим самим перервавши безпрограшну серію на траві із 22-х матчів, і втративши титул діючої чемпіонки Вімблдону.
Марія Шарапова стає відомішою: журнал «Forbes» включив Марію до числа «100 найвпливовіших світових знаменитостей», причому Марія виявилася єдиною росіянкою у цьому списку. У Лос-Анджелесі Марія одержала нагороду престижної в США премії ESPY Awards за підсумками 2004 року. Росіянка визнана найкращою тенісисткою року за версією ESPN.
Відмінні результати Марії Шарапової впродовж останніх 52 тижнів дозволили заговорити про перше місце в рейтингу WTA. Виступаючи в Лос-Анджелесі на турнірі JPMorgan Chase Open, Марія виявилася за крок від титулу першої ракетки світу. Досить було обіграти у чвертьфіналі Даніелу Гантухову, щоб обійти в рейтингу Ліндсі Девенпорт. Однак цей матч не відбувся. Через травму грудного м'яза (отриманої ще торік на турнірі в Цюриху) і застуду, Марія була змушена знятися з турніру. Але минув лише тиждень, і в новому офіційному рейтингу WTA за 22 серпня Марія Шарапова посіла перше місце. Результати Марії на турнірах WTA за останні 52 тижні виявилися найкращими серед усіх тенісисток світу: на 17 турнірах, зіграних після US Open-2004, Шарапова виграла 6 турнірів, 2 рази доходила до фіналів, 6 разів — до півфіналів і 3 рази — до чвертьфіналів. Вона стала 15-ю тенісисткою (з 1975), кому вдавалося очолити жіночий рейтинг, а також першою росіянкою в цьому списку.
Уже за тиждень Ліндсей Девенпорт, вигравши турнір у Нью-Хейвені, обійшла Марію. Проте, вперше на турнірі Великого шолома, Відкритому чемпіонаті США, Марія була «посіяна» під 1-м номером. На US Open Шарапова дійшла до півфіналу, знову програвши майбутній чемпіонці — Кім Клейстерс, у завзятому матчі — 2:6 7:6(4) 3:6. Марія Шарапова — єдина з першої трійки рейтингу, що дійшла до півфіналу, забезпечила собі відрив від інших тенісисток у 365 очок і 12 вересня повернулася на перший рядок рейтингу WTA.
Травми продовжували непокоїти Марію. У півфіналі пекінського турніру China Open Марії довелося відмовитися від боротьби проти іншої росіянки — Марії Кириленко.
У ранзі першої ракетки світу Марія прилетіла до Москви, щоб уперше зіграти на Кубку Кремля. Цей приїзд викликав величезний інтерес у журналістів і громадськості. На першій прес-конференції Шаміль Тарпіщев вручив Марії Шараповій «Російський Кубок» у номінації «Найкраща російська тенісистка 2004—2005» і посвідчення про присвоєння звання «Заслужений майстер спорту РФ». Проте порадувати грою рідних уболівальників у Марії не вийшло. У першому драматичному матчі, коли Марія програвала Анні-Лені Гренефельд, суперниця отримала травму і відмовилася від боротьби. Другий матч проти Дінари Сафіної починався більш успішно, але у підсумку Марія програла в трьох сетах — 6:1, 4:6, 5:7.
24 жовтня Марія знову опустилася в рейтингу, побувши в цілому на першому рядку 7 тижнів. Через стару травму вона пропустила турнір у Філадельфії і лише в останній момент все ж таки вирішила зіграти на підсумковому турнірі в Лос-Анджелесі. Несподівано для багатьох Марія обіграла першу ракетку світу Ліндсей Давенпорт і Патті Шнидер, показавши гарний теніс, і вийшла з групи до півфіналу. Матч проти Амелі Моресмо став останнім у 2005 році. Марія програла в двох сетах — 6:7(1), 3:6. «Я не могла нормально подавати, особливо в другому сеті, — скаже після матчу Марія. — Якби не травма, я цілком могла досягти перемоги, оскільки більшу частину часу контролювала гру. У будь-якому разі, я вірю, що наступний рік складеться для мене більш вдало». Моресмо в підсумку виграла цей турнір.
Як і попередній рік, 2005-й Марія Шарапова закінчила на 4-му місці в рейтингу WTA. А під час японського турне, у ході якого вона провела кілька показових матчів, у грудні, Марія заявила: «У новому сезоні для мене пріоритетним буде лідерство в рейтингу WTA».

### 2006: Нові перемоги

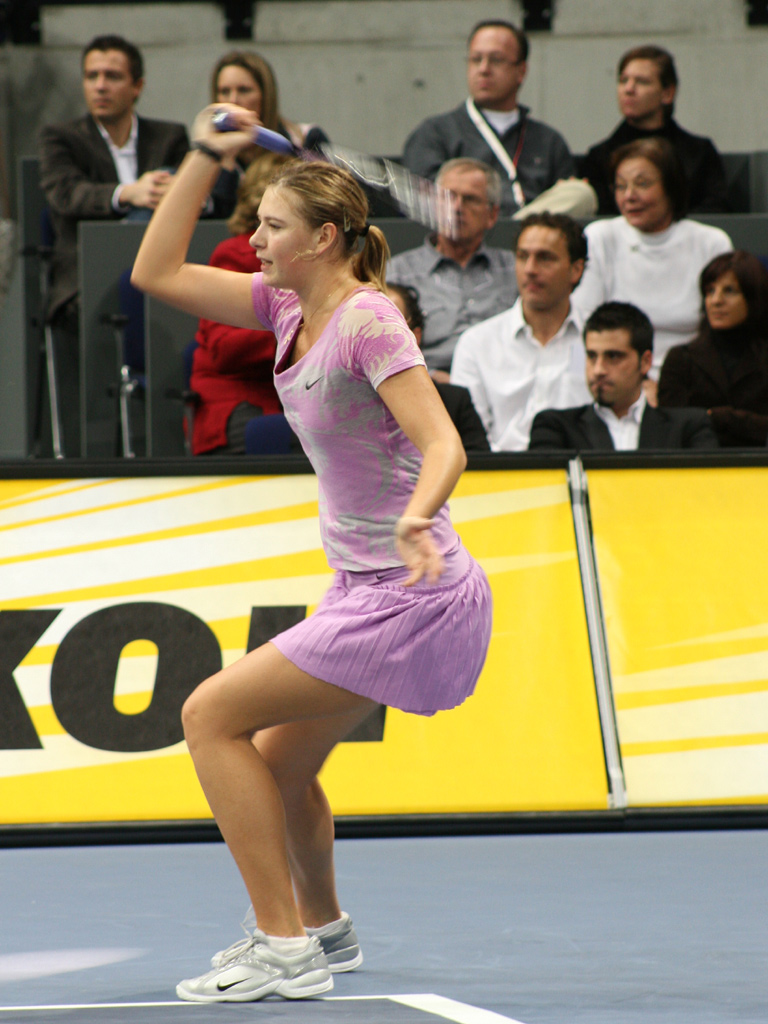
Шарапова на турнірі Zurich Open у 2006

Початок нового сезону для Марії був під сумнівом: травма плеча, яка загострилася наприкінці минулого сезону, змушувала її відмовитися від участі у першому в році турнірі із серії Великого Шолома. Однак Марія все ж таки вирішує взяти участь у Відкритому чемпіонаті Австралії в Мельбурні і, незважаючи на відсутність практики, доходить до півфіналу, де в завзятому трьохсетовому матчі поступається Жустін Енен-Арденн — 6:4, 1:6, 4:6. Далі Марія успішно грає на турнірах у Токіо і Дубаї, доходячи до півфіналу і фіналу відповідно, і до Індіан-Веллсу набирає дуже гарну форму.

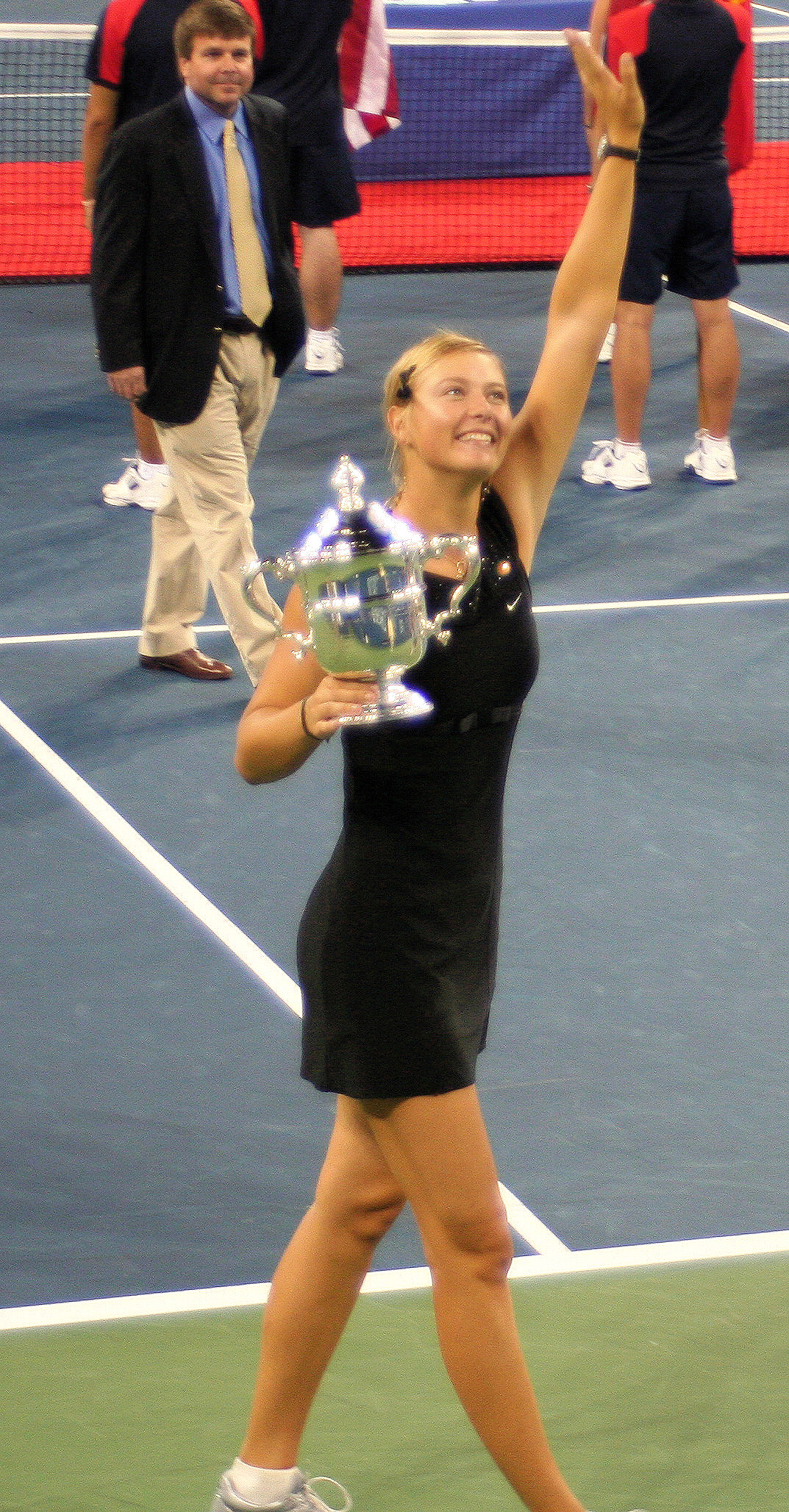
Переможниця US Open, 2006

Престижний турнір I категорії Pacific Life Open стає першим титулом Шарапової в 2006 році і 11-м у кар'єрі. На шляху до фіналу Марія бере реванш за поразку в Токіо у знаменитої Мартіни Хінгіс (6:3, 6:3), а у фінальному матчі здобуває перемогу над Оленою Дементьєвою — 6:1, 6:2. А відразу після цього повторює свій торішній результат на великому турнірі в Маямі — доходить до фіналу. Але прекрасна гра суперниці, Світлани Кузнецової, у фінальному матчі і накопичена втома не дозволяють Марії завоювати другий титул поспіль, і вона поступається у двох сетах — 4:6, 3:6.
Відмінний виступ на весняних турнірах у США доповнюються успіхами і за межами кортів — Марія одержує нагороду від щотижневика «US Weekly», як найстильніше одягнена спортсменка.
Проте травми знову втручаються у графік виступів Марії під час ґрунтового сезону — проблеми з ногою змушують її пропустити практично всі турніри аж до Ролан Гарросу. Знову неоптимальний фізичний стан і відсутність практики гри на цьому складному для Марії покритті не дозволяють їй вдало виступити у Франції. У драматичному матчі 4-го кола вона поступається Дінарі Сафіній, перемагаючи 5:1 у вирішальному сеті.
Довгоочікуваний трав'яний сезон, з яким Марія завжди пов'язує особливі надії, починається не настільки оптимістично. На турнірі в Бірмінгемі Марія, посіяна під першим номером, зненацька поступається американці Джеймі Джексон у півфіналі (6-4, 6-4), не зумівши підтвердити свій титул. А на улюблених кортах Вімблдона, як і рік тому, зупиняється на півфінальній стадії, де в трьохсетовому матчі програє майбутній переможниці турніру і першій ракетці світу Амелі Моресмо.
Через місяць після Вімблдону Марія бере участь у турнірі I категорії Acura Classic у Сан-Дієго. Вона обігрує Віру Звонарьову, Марі Пірс, Патті Шнідер і доходить до фіналу, де вперше в кар'єрі здобуває перемогу над бельгійкою Кім Клейстерс (з рахунком 7:5 7:5) і завойовує свій 12-й титул. Наступного тижня Шарапова знову виступає — цього разу на кортах Лос-Анджелеса, на турнірі II категорії, і доходить до півфіналу. Високий рівень гри, продемонстрований на американському харді, і здобуті важливі перемоги змушують багатьох фахівців називати Марію однією з головних фавориток майбутнього US Open.
До виступу на Відкритому чемпіонаті США, останньому турнірі серії Великого Шолома 2006 року, Марія готується спеціально. Перебуваючи у відмінній фізичній і психологічній формі, насамперед завдяки відсутності проблем зі здоров'ям і гарній ігровій практиці, вона впевнено починає турнір у Нью-Йорку і легко обігрує суперниць у перших чотирьох раундах. Чвертьфінальний матч із Тетяною Головін проходить у завзятішій боротьбі — обидва сети закінчуються тайбрейками, але в обох випадках сильнішою виявляється Марія — 7:6(4) 7:6(0). У півфіналі Марія знову зустрічається з Амелі Моресмо і цього разу здобуває блискучу перемогу над француженкою з рахунком 6:0 4:6 6:0, не віддавши ні гейму в першому і третьому сетах першій ракетці світу. Потім цей матч назвуть одним із найкращих матчів року в WTA-турі.
10 вересня 2006 року відбулося те, чого Марія і її вболівальники чекали два роки — Шарапова виграє другий турнір Великого Шолома в кар'єрі — US Open. У двох сетах, продемонструвавши відмінний теніс і чемпіонську впевненість, Марія обіграє Енін-Арден — 6:4, 6:4. «Це зовсім неймовірно. Я впала на коліна і думала про все, що було вкладено в цей турнір! Це заслуга всієї моєї роботи із самого дитинства, що виявилася можлива завдяки моїй приголомшливій родині», — скаже після перемоги 19-літня чемпіонка.
У ранзі діючої переможниці останнього турніру Великого Шолома Марія Шарапова приїжджає в Москву для участі в Кубку Кремля. Саме в Москві Маша планує повернутися до змагань після перемоги на US Open. Але, на жаль, знову не вдається порадувати уболівальників гарними перемогами. Пройшовши лише одне коло, Марія змушена знятися з турніру через прикру травму ступні.
З Росії Маша летить до Цюриху на турнір I категорії. Здається, що її гра далека від досконалості: Марія припускається багатьох невимушених помилок, її втома помітна неозброєним оком. Але вона продовжує вигравати матч за матчем і, нарешті, обігравши у фіналі в непростому двобої Данієлу Гантухову, перемагає на турнірі в Цюриху. Відразу ж після цього Маша виграє другий турнір підряд — Generali Ladies Linz. 15-й титул у кар'єрі.
Показавши високі результати впродовж року, Марія приїжджає на заключний турнір Sony Ericsson Championships, посідаючи 2-ге місце в рейтингу WTA. І у неї ще залишаються шанси закінчити рік на першому рядку. Переможна серія Маші становить до цього моменту 16 матчів поспіль. У своїй групі Марія впевнено обіграє всіх тенісисток у двох сетах (Дементьєву, Клейстерс і Кузнєцову) і доводить свій особистий рекорд до 19 безпрограшних двобоїв. У півфіналі Маша мала грати з бельгійкою Жустин Енін — другою тенісисткою, що претендує на перше місце за підсумками року. На жаль, у півфіналі Шарапова не змогла показати своєї найкращої гри, допустила велику кількість помилок і програла — 2:6, 6:7(5). Енін після цієї перемоги стала першою ракеткою світу, а Марія Шарапова вперше посіла друге місце в підсумковому рейтингу.
До поразки в півфіналі Чемпіонату WTA (заключного турніру року в WTA) Марія Шарапова виграла 19 останніх матчів із загальним рахунком 59-9 і мала найбільшу кількість перемог турнірів I категорії серед всіх гравців за 2006 рік.

### 2007: Посередні результати
Після торішніх перемог рік 2007 склався для Марії менш вдалим. Головною причиною деякого спаду в грі і результатах стала травма правого плеча, отримана спортсменкою на самому початку року. Проблеми із плечем призвели до збою одного з основних і найуспішніших компонентів гри Марії Шарапової — подачі, що впливало на гру спортсменки впродовж більшої частини сезону.

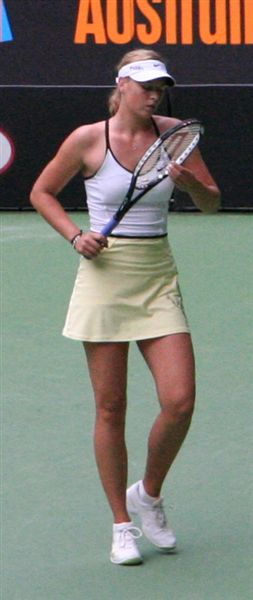
Шарапова на чемпіонаті Австралії, 2007

Перший офіційний турнір сезону — Відкритий чемпіонат Австралії — склався для Марії досить успішно. На Відкритому чемпіонаті Австралії, швидка Шарапова перемагала Каміллу Пен у першому колі — 6-3, 4-6, 9-7. Матч грали при температурі, яка перевищила 40 °C, а на термометрі в судді склала 50 °C. У четвертому раунді Шарапова перемогла співвітчизницю Віру Звонарьову — 7-5, 6-4. У чвертьфіналі Шарапова перемогла посіяну під дванадцятим номером Анну Чакветадзе — 7-6 (5), 7-5. Вона також перемогла посіяну під четвертим номером Клейстерс (6-4, 6-2) у півфіналі і вперше вийшла до фіналу Відкритого чемпіонату Австралії. У фіналі Марії протистояла Серена Вільямс (на той час 81-й номер рейтингу), яка з розгромним рахунком 6-1, 6-2 переграла Шарапову.
Проте вихід у фінал турніру Великого Шолома дозволив Марії заробити достатню кількість очок, щоб втретє у кар'єрі зайняти місце першої ракетки світу і утриматися на цій позиції 7 тижнів.
Після Австралії Шарапова зіграла на Toray Pan Pacific Open в Токіо, і після Франчески Скі'явоне у другому раунді і Аї Сугіями в чвертьфіналі вона вийшла до півфіналу, де на неї чекала Ана Іванович, але, отримавши травму, Марія відмовилась від участі в матчі за рахунку 1-6, 1-0.
Знову повернутися до повноцінних тренувань Марія змогла лише наприкінці лютого. Свої виступи в турі росіянка продовжила на престижних турнірах I категорії в Індіан-Веллсі та Маямі. Шарапова, переможниця турніру в Індіан-Веллсі та торішня фіналістка турніру в Маямі, не зуміла підтвердити там свій статус. Тривалі проблеми з плечем не дозволили Марії стабільно і з достатньою швидкістю виконувати подачу та удар праворуч, у результаті чого на обох турнірах вона зуміла дійти тільки до 1/8 фіналу. В Індіан-Веллсі Марія зазнала поразки від Віри Звонарьової; у Маямі ж, обігравши в 3-му колі старшу із сестер Вільямс у тривалому і вкрай напруженому матчі, не змогла створити належного опору Серені Вільямс, з якою її звела сітка на наступній стадії турніру.
Шарапова відмовилася від участі в Family Circle Cup у Чарльстоні, Південна Кароліна через травму плеча, це також стало перешкодою для участі проти Іспанії в Кубку Федерацій та German Open. Марія після травми заявилася в турнірі Istanbul Cup, де програла француженці Араван Резаї у півфіналі — 6-2, 6-4.
Недостатня практика на ґрунтовому покритті і неідеальна форма не стали Марії на заваді для того, щоб досягти на Ролан Гарросі найкращого для себе результату — півфіналу. Досить упевнено провівши перші 3 кола, у матчі 4-ого кола проти швейцарки Патті Шнідер Марії довелося показати свій знаменитий «бійцівський характер». Цей матч, що завершився перемогою Марії з рахунком 9:7 у 3-му сеті, став одним із найнапруженіших у сезоні.
За нетривалий трав'яний сезон Марія вже за традицією взяла участь у двох турнірах в Англії. На підготовчому до Вімблдону турнірі III категорії в Бірмінгемі Марія зуміла дійти до фіналу, у якому дворазова чемпіонка поступилася Олені Янкович. Виступ же на Вімблдоні склався для Шарапової не найкращим чином. Зазнавши поразки в 4-му колі від Венус Вільямс, Марія показала найгірший свій результат на цьому турнірі з 2003 року.
Особливі надії Марія і її вболівальники пов'язували із серією американських турнірів на харді і останнім турніром із серії Великого Шолома — Відкритим чемпіонатом США, на якому Марія святкувала свою перемогу торік. І дійсно, початок американської серії приніс Марії перший і довгоочікуваний титул у сезоні 2007 на турнірі I категорії в Сан-Дієго, де вона зуміла підтвердити свій статус чемпіонки минулого року. Послідовно обігравши молодих і перспективних тенісисток — Тетяну Головін, Саню Мірзу і Анну Чакветадзе, у фіналі Марія знову зустрічалася зі швейцаркою Патті Шнідер. Однак цього разу на відміну від матчу на ґрунтовому покритті Ролан Гарроса, Марія мала відчутнішу перевагу і завершила зустріч із рахунком 6-0 в 3-му сеті.
На «домашньому» турнірі II категорії в Лос-Анджелесі, який стартував відразу після завершення турніру в Сан-Дієго, Марія змогла дістатися до півфіналу, але була змушена відмовитися від боротьби через мікротравму ступні. Проблеми зі здоров'ям, що тривали, не дозволили чемпіонці США 2006 на повну силу підготуватися до захисту свого титулу. На кортах Нью-Йорка Марія показала найгірший для себе результат на турнірах Великого Шолома за останні роки. У матчі 3-ого кола вона поступилася чіпкій і незручній суперниці — Агнешці Радванській з Польщі у 3-х сетах.
Знову далася взнаки травма плеча, яку Марія так і не зуміла вилікувати впродовж сезону. За рекомендацією лікарів спортсменка була змушена зробити перерву в повноцінних тренуваннях і на час відмовитися від специфічних навантажень на праве плече, які виникають, головним чином, при виконанні подачі. Це призвело до відмови від участі у фінальному матчі Кубка Федерації, який збірна Росії проводила в Москві проти збірної Італії. Проте Марія взяла участь у тренуванні під час підготовки збірної у Москві.
Повернутися на корт Марія вирішила на турнірі I категорії в Москві, що проходив у середині жовтня в закритому приміщенні на кортах «Олімпійського». Це була третя участь Марії в московському турнірі, однак і цього разу їй не вдалося досягти успіху — уже в першому своєму матчі вона поступилася Вікторії Азаренка. Причиною невдачі в Москві стала, насамперед, неоптимальна форма спортсменки, але свою роль, імовірно, зіграло і давнє бажання Марії, нарешті, продемонструвати свою найкращу гру на російських кортах.
За винятком матчу в Москві, Марія пропустила всі інші осінні турніри в Європі в закритих приміщеннях і напередодні підсумкового чемпіонату не набрала достатньої кількості балів у «чемпіонській гонці», щоб кваліфікуватися до числа його учасниць. Але через травму від участі в турнірі відмовилася Венус Вільямс, і місце, що звільнилося, у вісімці найкращих було запропоновано Марії, яка перебувала на 9-й позиції. Нестабільні результати сезону і проблеми з плечем, що переслідували спортсменку впродовж року, не дозволяли розраховувати на успішний виступ на чемпіонаті в Мадриді. Однак, незважаючи на всі обережні прогнози, Марія не тільки впевнено вийшла із групи, обігравши Даніелу Гантухову, Світлану Кузнєцову, Ану Іванович, але і перемогла в півфіналі Анну Чакветадзе. У вирішальному двобої чемпіонату росіянка зустрічалася з першою ракеткою світу Жустін Енен. Відсутність ігрової практики не змогли перешкодити Марії дати серйозний опір беззаперечному лідеру жіночого тенісу 2007 року. Жустін удалося завершити матч на свою користь тільки в 3-му сеті після 3,5 годин завзятого протистояння. Таке сильне закінчення сезону не тільки стало прикрасою підсумкового чемпіонату, але і дозволило сподіватися на те, що проблеми з грою, що стали в першу чергу наслідком затяжної травми, є тимчасовими.

### 2008: Успіхи і травми
Посіяна під п'ятим номером Марія виграла відкритий чемпіонат Австралії 2008 року, який став третім трофеєм із турнірів Великого шолому. До повного набору Марії не вистачає чемпіонства Роланд Гарроса.

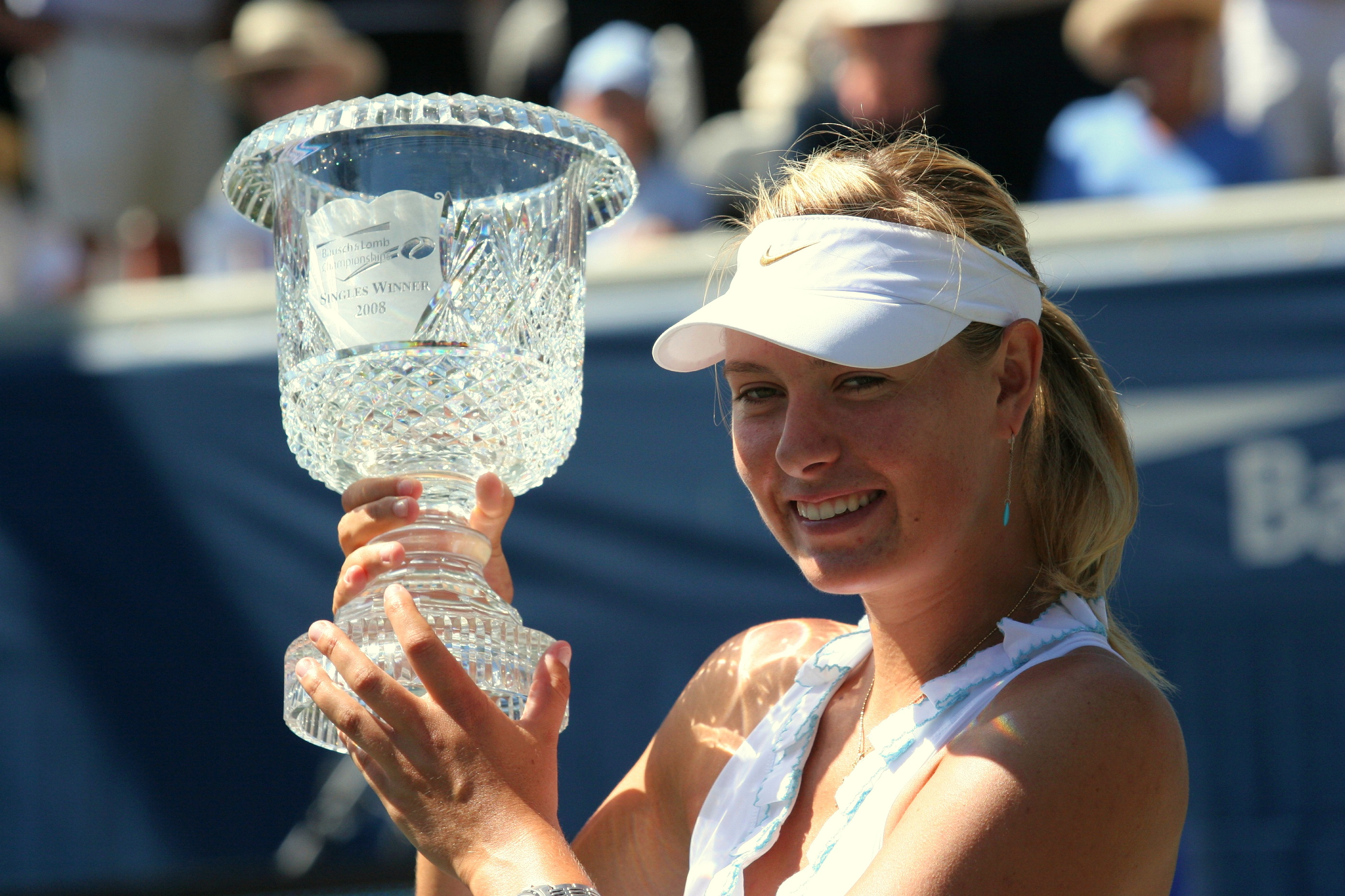
Чемпіонка турніру Bausch & Lomb Championship trophy 2008 р.

На відкритому чемпіонаті Австралії 2008 Марія перемогла по черзі, починаючи з 1-го раунду і закінчуючи фінальним матчем: Єлену Костаніч (6:4, 6:3), Ліндсі Девенпорт (6:1, 6:3), Олену Весніну (6:3, 6:0), розгромила посіяну під одинадцятим номером Олену Дементьєву — 6:2 6:0, у чвертьфіналі обіграла посіяну під першим номером Жустін Енен — 6:4, 6:0, у півфіналі здолала третю сіяну Єлену Янкович — 6:3, 6:1, а у фіналі переграла четверту сіяну Ану Іванович — 7:5, 6:3.
У наступному турнірі, що проходив в Досі Qatar Total Open, Марія розпочала турнір з другого кола. Посіяна під четвертим номером Марія здолала опір співвітчизниці Галини Воскобоєвої — 6:4, 4:6, 6:1. У наступному раунді виграла у кваліфаєрки Тамарін Танасуган — 6:2, 6:2. У чвертьфіналі розгромила Каролін Возняцкі — 6:0, 6:1. У півфіналі виграла у 16-ї сіяної полячки Агнешки Радванської — 6:4, 6:3, а у фіналі зустрілася з Вірою Звонарьовою, яку обіграла з рахунком 6:1, 2:6, 6:0, здобувши таким чином другий поспіль трофей у сезоні.
Під час наступного турніру першої категорії, що проходив у Індіан-Веллсі, Марія була посіяна під четвертим номером, і так само як і в Досі турнір розпочала з другого кола. У другому колі без особливих проблем здолала опір французької тенісистки Стефані Коен — 6:1, 6:0. У третьому колі зустрілася з двадцять п'ятою сіяною Елені Даніліду, яку перемогла з рахунком 7:5, 6:3. У наступному колі Марія зі складнощами виграла у п'ятнадцятої сіяної української тенісистки Альони Бондаренко — 6:2, 5:7 (9), 6:4. У чвертьфіналі Марія переграла словацьку тенісистку, чемпіонку торішнього турніру, Данієлу Гантухову — 7:6, 6:1. На шляху до фіналу зустрілися дві росіянки: Марія Шарапова і Світлана Кузнєцова, — четверта і друга ракетки турніру, відповідно. Сильнішою виявилася друга ракетка турніру, яка із загальним рахунком 3:6, 7:5, 2:6 перемогла Шарапову.
Наступний турнір, в якому взяла участь Марія Шарапова, проводився на Амелі Айленд, турнір мав другу категорію турнірів WTA. На шляху до фіналу Марія подолала Барбару Залалову, Анабель Мерсія Гарігуес, у чвертьфіналі — Альону Бондаренко, у півфіналі — Ліндсі Девенпорт. У фіналі Марії протистояла словацька тенісистка Домініка Цібулкова, для якої це був перший фінал турніру другої категорії. У двох сетах Марія виграла зустріч і завоювала третій трофей у сезоні.
Наступний турнірі Family Circle Cup в Чарльстоні Марія почала сіяною під другим номером, перегравши у другому і третьому раунді американку Беттані Матек та українку Тетяну Перебийніс, вийшла до чвертьфіналу, де була зупинена Сереною Вільямс (5:7, 6:4, 6:1).
Після закінчення турніру Марія посідає другу сходинку рейтингу WTA.
15 травня 2008 року лідер жіночого рейтингу Жустін Енен повідомила про закінчення тенісної кар'єри, і через дві доби була вилучена з рейтингу. 19 травня 2008 року перший рядок рейтингу, втретє, посідає Марія Шарапова.
Надалі успіх залишає Марію. На Відкритому чемпіонаті Франції вже в IV раунді Марія програє Дінарі Сафіній. Під час Вімблдону в другому колі програє Аллі Кудрявцевій, 159-ій ракетці світу, з результатом 2:6, 4:6.
На турнірі І категорії Rogers Cup presented by A.E.В., перегравши у другому колі полячку Марту Домаховську, відмовилась від подальшої участі через отриману травму плеча.
У 2008 році Марія відмовилася виступати на Олімпійських іграх у Пекіні і скасувала всі свої заявки на участь у турнірах сезону, через отриману травму. У жовтні їй зробили операцію на плечі. Незважаючи на пропуск US Open, Олімпіади й решти сезону Шарапова завершила рік з дев'ятою позицією в рейтингу WTA.

### 2009: Повернення після травми

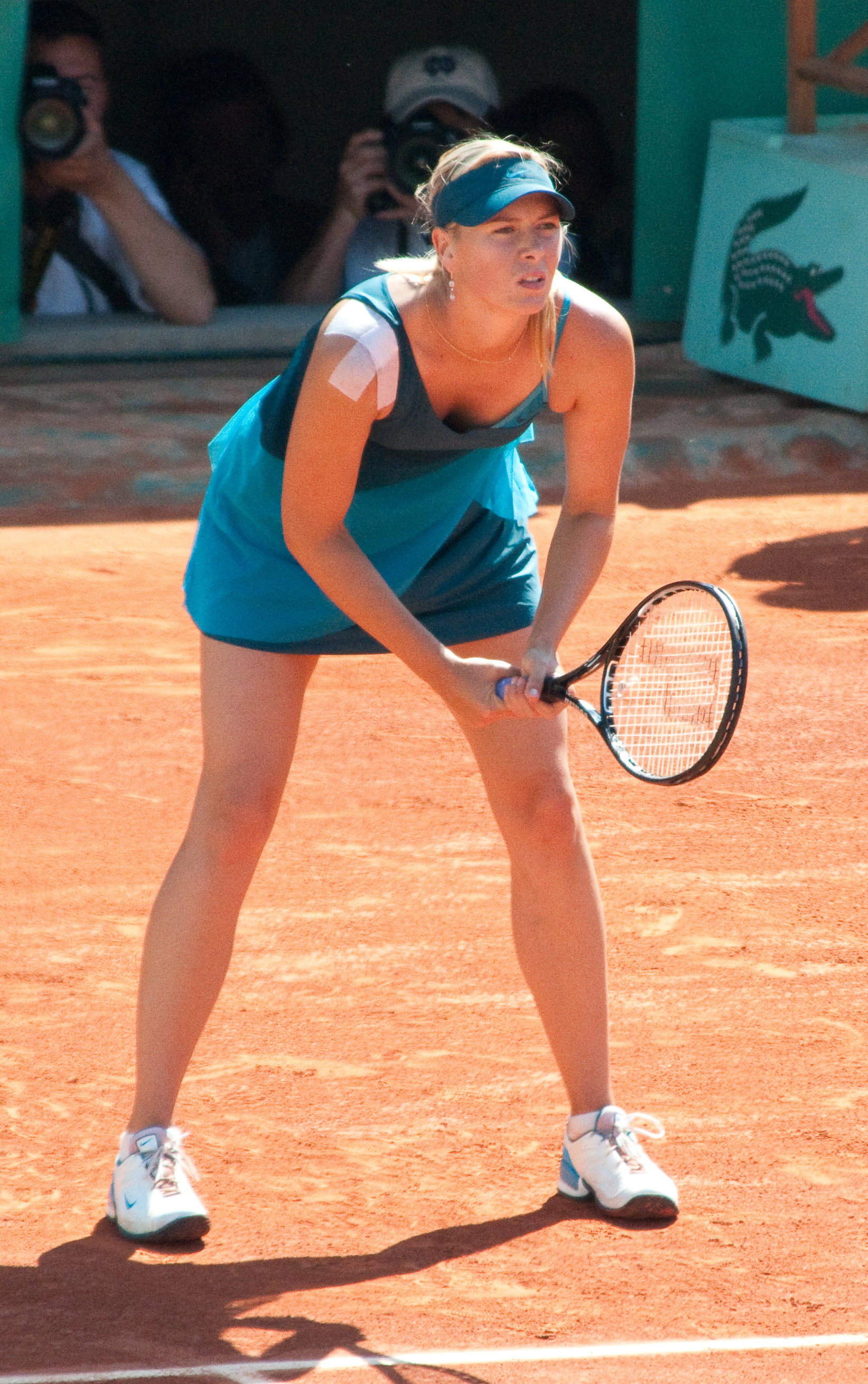
Марія на Ролан Гаросі 2009

Видужуючи після операції Шарапова пропустила Відкритий чемпіонат Австралії, і тільки в березні виступила на BNP Paribas Open в парному розряді разом із Оленою Весніною, втім, програвши в першому колі. Як наслідок Шарапова відмовилася від подальшої участі в турнірах до травня, опустившись у рейтингу на 126 позицію.

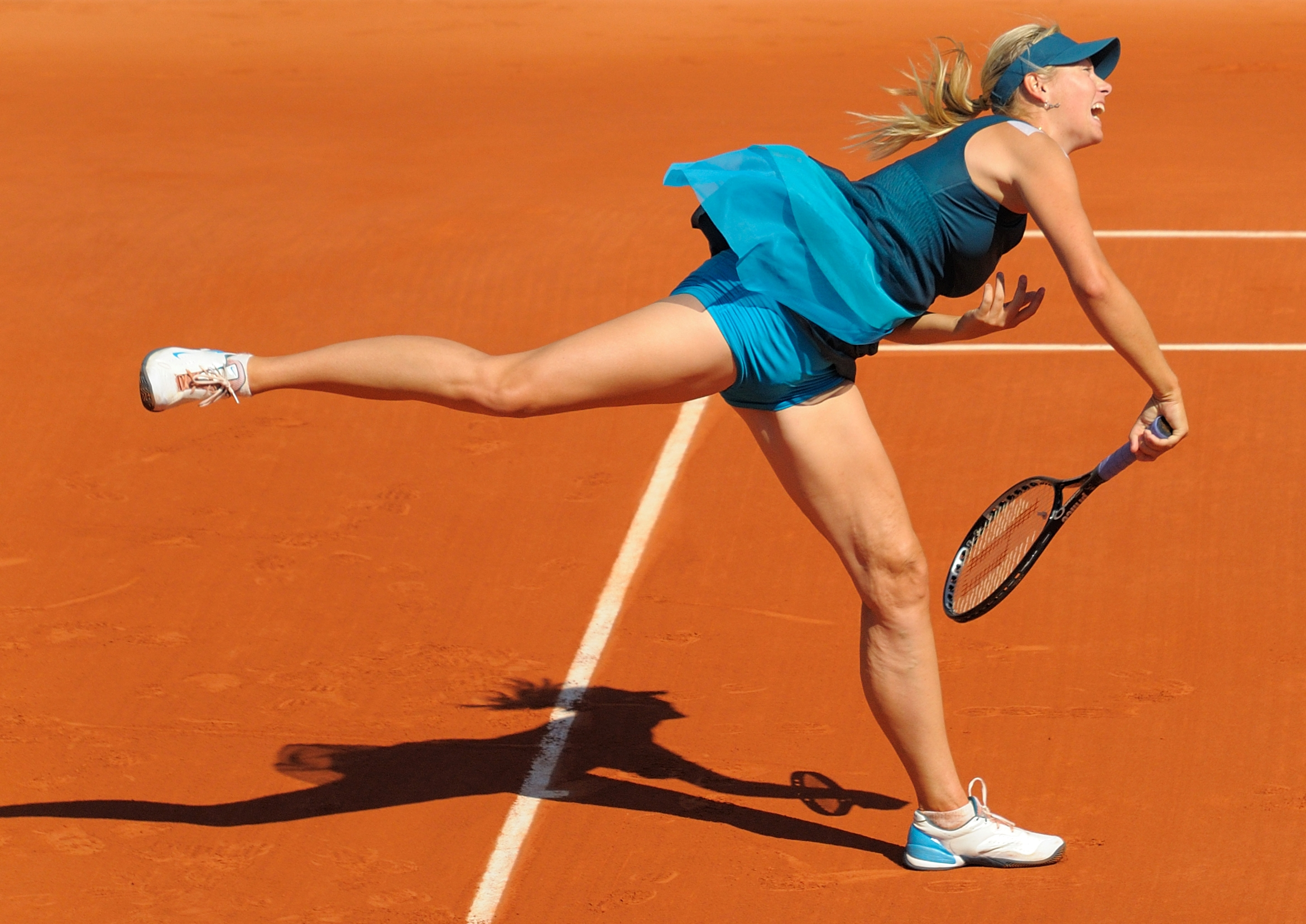
2009

У травні вона добралася до чвертьфіналу Warsaw Open, поступившись там Альоні Бондаренко. Наступного тижня на Відкритому чемпіонаті Франції вона знову добралася до чвертьфіналу, де її зупинила Домініка Цібулкова. Перед Вімблдоном вона досягла півфіналу турніру в Бірмінгемі, але на Вімблдоні зазнала поразки в другому колі від Хісели Дулко.
На Bank of the West Classic Шарапова досягла чвертьфіналу, на LA Women's Tennis Championships до півфіналу, на Rogers Cup поступилася в фіналі Олені Дементьєвій. Але на US Open Марія програла Мелані Уден, зробивши 60 невимушених помилок і 21 подвійну помилку, що є найгіршим результатом в її кар'єрі.
На Toray Pan Pacific Open у Токіо Марія здобула свою єдину турнірну перемогу 2009 року. Її суперниця в фіналі, Єлена Янкович відмовилася від продовження гри. На China Open Марія програла в третьому колі Пен Шуай. Сезон 2009 Шарапова завершила на 14 місці в рейтингу.

### 2010
Після двох показових турнірів в Азії Шарапова розпочала сезон на Відкритому чемпіонаті Австралії, де програла в першому колі Марії Кириленко. Востаннє вона вибувала в першому колі ще в 2003. Одразу ж Марія виграла Cellular South Cup, здобувши 21-у перемогу в кар'єрі й першу в 2010.
На BNP Paribas Open Шарапова програла у третьому колі Чжен Чзе. При цьому вона пошкодила травмований лікоть, що змусило її відмовитися від участі в двох наступних турнірах. Вона повернулася на Mutua Madrilena Masters Madrid, де програла в першому колі Люсі Шафаровій. Проте на Internationaux de Strasbourg Марія здобула другий у кар'єрі ґрунтовий титул. На Відкритому чемпіонаті Франції вона програла Жустін Енен у третьому колі.
Підготовку до Вімблдону Марія розпочала на Birmingham Classic, програвши там Лі На. На Вімблдоні Шарапова добралася до 4 кола, де поступилася першому номеру рейтингу й майбутній переможниці Серені Вільямс.
Готуючись до Відкритого чемпіонату США, Шарапова добралася до фіналу турніру Bank of the West Classic, де програла Вікторії Азаренко. На Western & Southern Financial Group Masters and Women's Open Марія програла у фіналі Кім Клейстерс у трьох сетах. На Відкритому чемпіонаті США Шарапова поступилася в четвертому колі Каролін Возняцкі (6:3, 6:4).
Два останні турніри року стали розчаруванням. Марія зіграла в Toray Pan Pacific Open в Токіо, де програла в першому колі 39-річній Кіміко Дате-Крумм. Потім вона взяла участь у China Open, де поступилася в другому колі Олені Весніній. Через кілька днів Шарапова оголосила про завершення свого сезону. На кінець року вона була 18 у світовому рейтингу.

### 2011: Повернення форми
Перед сезоном 2011 до тренерської команди Шарапової приєднався Томас Гоґштердт. 5 грудня 2010 Марія зіграла виставковий матч з другим номером світового рейтингу Вірою Звонарьовою у мексиканському Монтереї і здобула перемогу 6–1, 7–5. Було оголошено, що Марія почне рекламувати ракетки фірми Head із серії YOUTEK IG Instinct Racquet, тож на цьому її співпраця з фірмою Prince Sports завершилася.
Першим офіційним турніром сезону для Шарапової став ASB Classic, що проводився в Окленді, Нова Зеландія. Вона програла угорці Греті Арн 2–6, 5–7 у чвертьфіналі. Після турніру вона вирішила зробити перерву в роботі з Джойсом, який тренував її впродовж багатьох років, зокрема ще тоді, коли вона вигравала турніри Великого шолома.
У Відкритому чемпіонаті Австралії 2011 Марія була посіяна 14-ою, але програла Андреа Петкович у четвертому колі 2–6, 3–6.
Потім вона грала в кубку Федерації проти Франції, де пограла Віржіні Раззано 3–6, 4–6. З турніру Open GDF Suez в Парижі Шарапова знялася через хворобу. Не брала вона участі також у турнірах Dubai Tennis Championships та Qatar Ladies Open через запалення вуха.
У тур Марія повернулася в березні, зігравши в BNP Paribas Open, де була посіяна 16-тою. Вона перемогла колишню першу ракетку світу Дінару Сафіну 6–2, 6–0 в четвертому раунді, але в півфіналі поступилася тогочасній першій ракетці світу Каролін Возняцкі 1–6, 2–6. Цей результат дозволив їй повернутися в першу десятку рейтингу вперше після 2009 року.
На Sony Ericsson Open у Кі-Біскейні Шарапова виграла в четвертого номера посіву Саманти Стосур у четвертому колі. В чвертьфіналі вона перемогла 26-у сіяну Александру Дулгеру 3–6, 7–66, 7–65. Матч тривав 3 години й 28 хвилин і став найдовшим матчем у її кар'єрі. У півфіналі Шарапова взяла реванш У Андреа Петкович за австралійську поразку: 3–6, 6–0, 6–2. У фіналі, проте, вона поступилася Вікторії Азаренко 1–6, 4–6.
Ґрунтовий сезон Марія розпочала з Mutua Madrileña Madrid Open, де програла Домініці Цибулковій 5–7, 4–6 у третьому колі. Потім вона зіграла в Internazionali BNL d'Italia, де була посіяна сьомою, але перемогла першого номера посіву Каролін Возняцкі в півфіналі, а потім, у фіналі, Саманту Стосур 6–2, 6–4, що стало її найзначнішою перемогою на ґрунті.

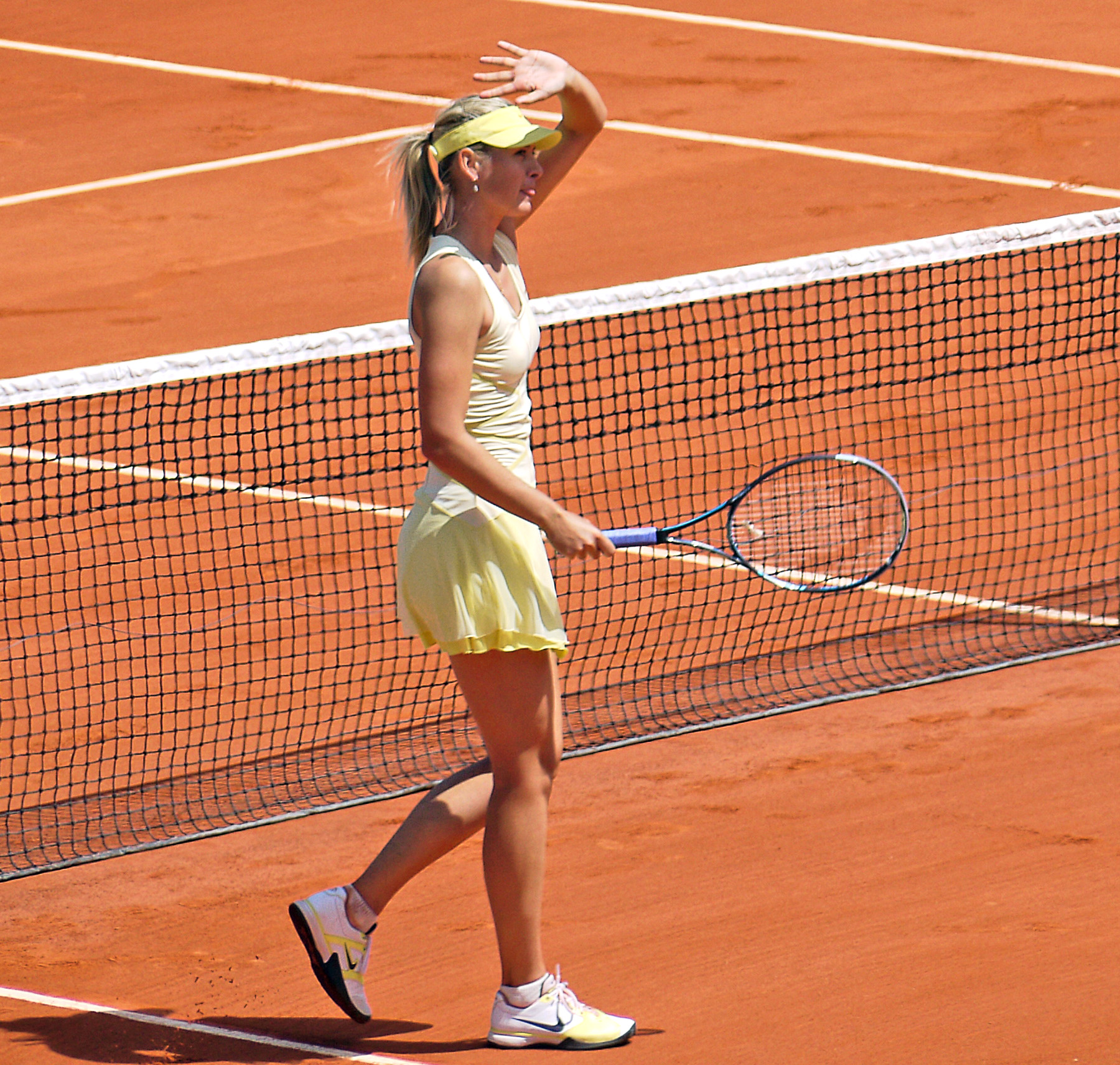
Шарапова на Roland Garros 2011

На Вікритому чемпіонаті Франції Шарапова була посіяна сьомою. Вона перемогла в другому колі Каролін Гарсія, незважаючи на те, що поступалася 3–6, 1–4, перш ніж забрати останні 11 геймів гри. У чвертьфіналі Марія здолала 15-у сіяну Андреа Петкович 6–0, 6–3 і вперше потрапила до півфіналу турніру Великого шолома після травми плеча. У півфіналі вона програла майбутній чемпіонці Лі На 4–6, 5–7, тож її ґрунтовий сезон завершився із співвідношенням виграшів та програшів 12–2.
На Вімблдоні Шарапова не програла жодного сету до фіналу, де поступилася Петрі Квітовій 3–6, 4–6. Однак, уперше за три роки вона потрапила до фіналу турніру Великого шолома.
Літній хардовий сезон розпочався для Марії участю у Bank of the West Classic у Стенфорді, США, де вона поступилася в чвертьфіналі майбутній переможниці турніру Серені Вільямс 1–6, 3–6. На Rogers Cup у Торонто, Шарапова програла Галині Воскобоєвій у третьому колі, й це була її сота поразка в кар'єрі. Потім Шарапова взяла участь у Western & Southern Open в Цинциннаті, Огайо. Як четвертий номер посіву вона пропустила перше коло. На шляху до свого четвертого фіналу в році вона перемогла Анастасію Родіонову 6–1, 6–3, Світлану Кузнєцову 6–2, 6–3, Саманту Стосур 6–3, 6–2 та Віру Звонарьову 2–6, 6–3, 6–3.. У фіналі Марія здолала Єлену Янкович 4–6, 7–6, 6–3 у матчі, що тривав 2 години й 49 хвилин, що стало найдовшою тривалістю фіналу WTA того року. Як наслідок, вона перемістилася на 4 позицію світового рейтингу.

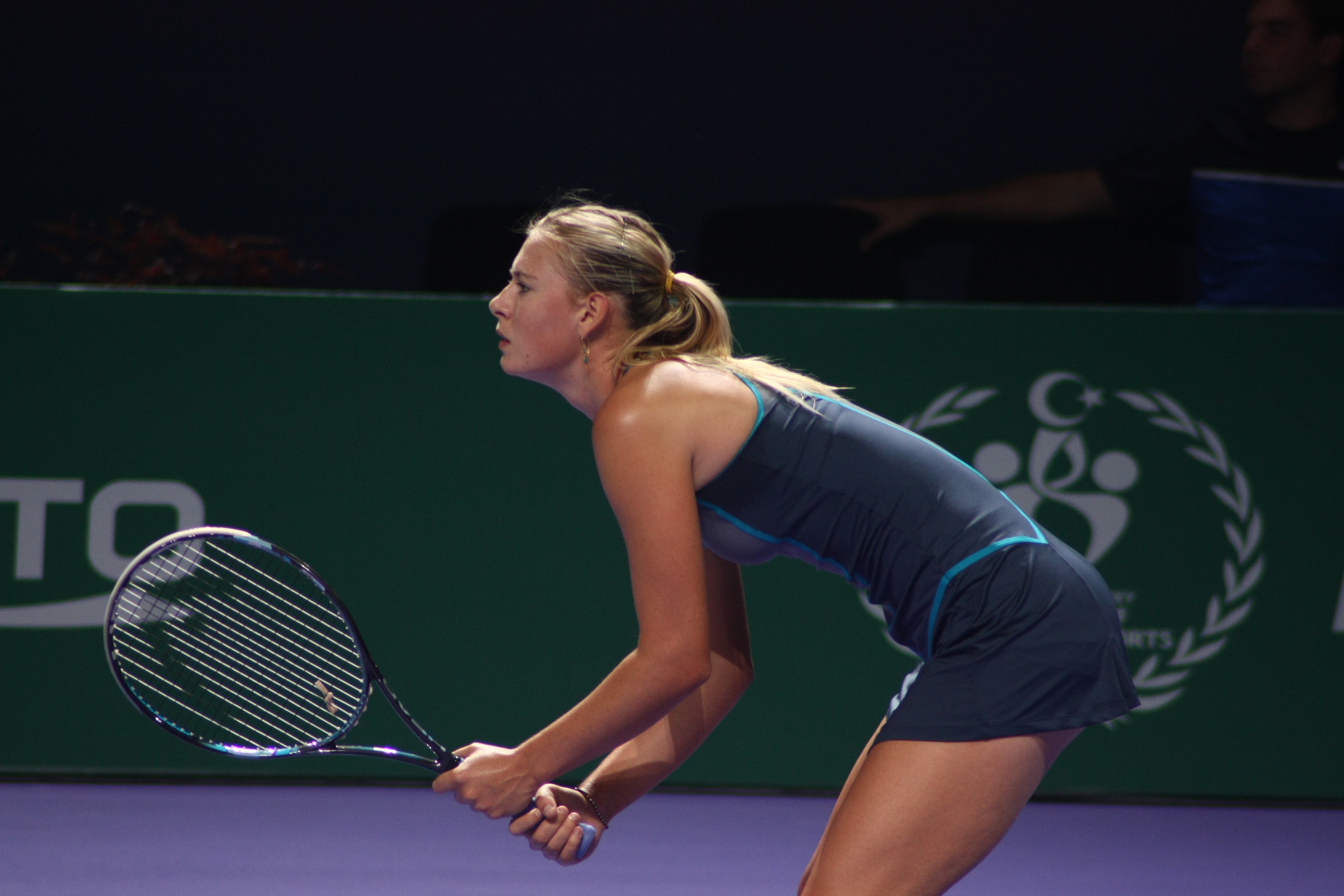
Шарапова на Чемпіонаті WTA в Стамбулі

Відкритий чемпіонат США Шарапова розпочала в гарній формі. Вона перемогла британку Гезер Вотсон 3–6, 7–5, 6–3, потім Анастасію Якимову 6–1, 6–1, але в третьому колі несподівано поступилася Флавії Пеннетті 3–6, 6–3, 4–6. Однак, через втрату рейтингових очок Кім Клейстерс та Вірою Звонарьовою, Шарапова піднялася на другу позицію у світі.
Toray Pan Pacific Open у Токіо Марія розпочала з другого кола, де перемогла Тамарін Танасугарн 6–2, 7–5. Потім вона виграла в Юлії Ґерґес 7–6, 7–6, але під час матчу із Петрою Квітовою знялася, бо травмувалася, послизнувшись на задній лінії. Травма змусила її відмовитися від участі в China Open. На Чемпіонаті WTA У Стамбулі вона знову ж знялася після двох матчів, поразок від Саманти Стосур, 1–6, 5–7, та Лі На, 6–7, 4–6. Рік Марія завершила 4 номером світового рейтингу, це був її перший фініш у чільній десятці після 2008 року, та перший у чільній п'ятірці після 2007 року.

### 2012: Знову перша ракетка світу та кар'єрний «Великий Шолом»
Шарапова знялася з Brisbane International через незаліковану травму. Першим турніром року для неї став Відкритий чемпіонат Австралії з тенісу 2012, де вона була посіяна четвертою. Марія добралася до четвертого кола, програвши тільки 5 геймів і здолавши Хіселу Дулько, Джеймі Гемптон та Анджелік Кербер. У четвертому колі Шарапова перемогла Сабіне Лісіцкі у трьох сетах: 3–6, 6–2, 6–3. У чвертьфіналі вона здолала Катерину Макарову 6–2, 6–3, а в півфіналі Петру Квітову 6–2, 3–6, 6–4. У фіналі Марія, однак поступилася Вікторії Азаренко 3–6, 0–6. За результатами турніру їй вдалося піднятися на третю сходинку світового рейтингу.
У лютому Шарапова допомогла збірній Росії здобути перемогу з рахунком 3–2 над збірною Іспанії у чвертьфіналі Кубка Федерації. Вона виграла 6–2, 6–1 у Сільвії Солер-Еспінози. Потім зіграла в Paris, де програла в чвертьфіналі майбутній чемпіонці Анджелік Кербер 4–6, 4–6, але піднялася на другий щабель світового рейтингу.
На BNP Paribas Open в Індіан-Веллсі Шарпова зустрілася в першому колі з Хіселою Дулко і виграла 6–2, 6–0, потім перемогла Сімону Халеп та Роберту Вінчі. У чвертьфіналі вона виграла у Марії Кириленко матч, що тривав понад три години 3–6 7–5 6–2. Проти Ани Іванович у півфіналі Марія вела 6–4 після першого сету, але надалі Ана припинила боротьбу через травму. У фіналі Марія знову зустрілася з першою ракеткою світу Вікторією Азаренко, і знову програла 2–6, 3–6.
На Sony Ericsson Open Марія була посіяна другою, тому перше коло пропускала. У другому вона перемогла Шахар Пеєр 4–6, 6–3, 6–3. Далі вона виграла у Слоун Стівенс 6–4, 6–2, а в четвертому колі у Катерини Макарової 6–4, 7–6. Свою чвертьфінальну суперницю Лі На Марія здолала 6–3, 6–0, а півфінальну — Каролін Возняцкі 4–6, 6–2, 6–4. У фіналі, втім, Шарапова поступилася у двох сетах Агнешці Радванській 7–5, 6–4, що стало третьою поразкою в фіналі з початку року.
Наступний турнір Porsche Tennis Grand Prix Марія грала у Штуттрарті й була там другим номером посіву. Перше коло вона пропустила, потім Алізе Корне знялася в другому сеті. У чвертьфіналі Шарапова перемогла Саманту Стосур 6–7(5), 7–6(5), 7–5, врятувавши матчпойнт у другому сеті. У півфіналі вона здолала Петру Квітову 6–4, 7–6(3), а в фіналі нарешті змогла виграти у Вікторії Азаренко 6–1, 6–4. Тож на шляху до перемоги в турнірі Марія виграла у трьох чинних володарок титулів Великого шолома, а крім того їй уперше вдалося перемогти Азаренко у фіналі. До того вона п'ять разів програвала, зокрема три рази цього року.
На Mutua Madrid Open Шарапова легко перемогла Ірину-Камелію Бегу 6–0, 6–3. В наступному колі вона зустрілася з Кларою Закопаловою й виграла 6–4, 6–3. У наступному колі Луціє Шафарова знялася, й Шарапова вийшла у чвертьфінал, де програла майбутній переможниці турніру Серені Вільямс 6–1, 6–3.
Відкритий чемпіонат Італії Шарапова розпочала як торішня чемпіонка. У першому колі вона мала бай, потім виграла нелегкий матч у Крістіни Макгейл 7–5, 7–5. Ану Іванович Марія здолала 7–6(4), 6–3, Вінус Вільямс 6–4, 6–3. У півфіналі Шарапова взяла реванш за паризьку поразку в Анджелік Кербер 6–3, 6–4 і вдруге поспіль потрапила до фіналу. Фінальна гра тривала 2 години 52 хвилини, і в ній Марія перемогла Лі На 4–6, 6–4, 7–6(5), здобувши 26 титул у кар'єрі. Їй вдалося вчетверте відстояти звання чемпіонки в турнірі.
Відкритий чемпіонат Франції з тенісу 2012 Шарапова розпочала другим номером посіву. Їй вдалося перемогти у турнірі, здолавши в фінальній грі Сару Еррані. Вихід у фінал гарантував їй повернення першої позиції у світовому рейтингу. Відкритий чемпіонат Франції був єдиним турніром Великого шолома, який їй досі ще не підкорявся, тож перемога в ньому забезпечила Марії так званий кар'єрний «Великий Шолом». Вона стала десятою жінкою в історії, якій вдавалося це здійснити.
На Вімблдоні 2012 Марія поступилася в четвертому колі Сабіне Лісіцкі, втратила багато очок і з 9 липня знову поступилася першою позицією в світовому рейтингу Вікторії Азаренко.
На церемонії відкриття Лондонської Олімпіади Марія була прапороносцем російської команди. Вона зуміла добратися до фіналу одиночного турніру, в якому поступилася Серені Вільямс, і змушена була задовольнитися срібною медаллю.
Після Олімпіади Шарапова пропустила два турніри WTA через розлади шлунку, пов'язані з вірусною інфекцією. На Відкритий чемпіонат США, де вона була третім номером посіву, Марія з'явилася без підготовки на харді. Вона добралася до півфіналу, здолавши в двох напружених трисетових матчах Надію Петрову 6–1, 4–6, 6–4 та Маріон Бартолі 3-6, 6-3, 6-4. У півфіналі в наступному трисетовику вона поступилася Вікторії Азаренко 6-3, 2-6, 4-6, але змогла знову повернутися на другий рядок у світовому рейтингу.

### 2016: «Великий Шолом» та вживання допінгу
7 березня в Лос-Анджелесі (США), під час екстреної прес-конференції, російська тенісистка оголосила, що її тест на допінг, взятий на Australian Open, дав позитивний результат на заборонений препарат мілдронат.
За словами Шарапової, вона приймала мілдронат для профілактики діабету, але з 1 січня 2016 року препарат входить до списку заборонених, про що спортсменка, як вона каже, не знала. Марія Шарапова також заявила, що протягом десяти років приймала мілдронат, прописаний їй сімейним лікарем.
За вживання забороненого препарату будь-якого спортсмена можуть усунути від змагань на чотири роки. Марія Шарапова здала аналізи на допінг 26 січня, коли вона програла Серені Вільямс у чвертьфіналі в першому з серії турнірів «Великого шолому».
Після того, як Шарапова заявила, що не пройшла тест на допінг, у Nike заявили, що «засмучені та здивовані» через заяву спортсменки і що компанія призупинила угоду із тенісисткою. Nike — один з основних спонсорів російської тенісистки. За оцінкою журналу Forbes співпраця зі спортивним брендом приносить їй до 30 млн доларів на рік.
Також швейцарський виробник годинників TAG Heuer оголосив, що не буде поновлювати спонсорський контракт з Шараповою.
Марія Шарапова може подати заяву про те, щоб їй дозволили приймати ці ліки як виняток за медичними показниками. Такий дозвіл скорочено називається TUE. TUE (therapeutic use exemption) дозволяє спортсменові приймати заборонений препарат, якщо він страждає від захворювання, коли ці ліки необхідні.
Міжнародна федерація тенісу ухвалила рішення відсторонити Шарапову від змагань до винесення рішення у її справі.
Міжнародна федерація тенісу діскваліфікувала Марію Шарапову на 2 роки за вживання допінгу. Термін заборони почав діяти 26 січня 2016 року.

## Стиль гри
Марія — гравець задньої лінії, з нечастими виходами до сітки. Для неї характерний агресивний, вольовий стиль гри, який відрізняється силою та точною потужною пласировкою ударів. В її арсеналі також атакувальні свічки. Незважаючи на зріст, вона непогано рухається на корті. Цей стиль оптимально підходить для трав'яних та хардових кортів.
Відомо, що покриття кортів на «Roland Garros» є ґрунтовим і не підходить під стиль гри Шарапової, вона відчуває недостатню впевненість у власній грі, у здатності ковзати та переміщуватися на цій поверхні, чим і пояснюється невдалий щорічний виступ на цьому турнірі. З цього приводу Марія характеризувала себе «як корова на льоду». Перший титул на ґрунті Марія завоювала лише у квітні 2008 року, попри те, що до цього виграла 18 титулів на інших покриттях.
Шарапова має достатньо сильну першу й другу подачу. За допомогою власної подачі Марія здатна виграти гейм, чи змусити суперника грати за її правилами, не випускаючи ініціативу в розіграші. Після травми плеча на початку 2007 року, ефективність подачі зменшилася впродовж декількох місяців. Пізніше вона змінила рух руки при подачі з традиційного широкого довгого замаху, на скупіший, з метою зменшення напруження у плечі.
Спостерігачі, включаючи Трейсі Остін, вважають, що коли Марія зазнає проблеми із власною подачею, то вона втрачає впевненість у подальшому ході гри, і внаслідок цього частіше помиляється і, взагалі, грає більш експериментально.
Марії Шараповій властивий гучний стогін при ударі. За цю рису її прозвали «сибірською сиреною». Судді не раз оголошували їй попередження в зв'язку з цим, особливо на початку кар'єри. На це також часто скаржаться її супротивниці. Сама Марія пояснює це тим, що її навчали завдавати ударів на видиху, то ж стогін виривається мимоволі й не є навмисним.

## Бізнес
На корті Марія рекламує спортивну форму від Nike, а тенісний інвентар від Prince Raquets, з 2011 року грає ракеткою компанії Head Tennis.
Марія є «Обличчям» відомих світових фірм таких як: Canon, Colgate, Palmolive, Head, Cole Haan, Evian, Samsung, Tiffany & Co., TAG Heuer.
За даними Форбс, у  2004 році Марія заробила 18,2 млн. доларів.
До 17 червня 2005 року в Інтернеті її ім'я згадувалося 829 тис. разів, у пресі з'явилося 18 057 статей й 112 сюжетів було присвячено на телебаченні і радіо.
За даними «Форбс», реклама приносить Марії в сім разів більше грошей, ніж теніс. З 1 липня 2007 р. по 30 червня 2008 р. на корті Марія заробила 2 735 тис. дол. США. Усе інше — на рекламних контрактах (близько 20 млн дол.). При цьому Марія відмовляється від більшості пропозицій, щоб зовсім не забути про теніс. Наразі у неї 11 великих контрактів: з «Tiffany», «Sony Ericsson», «Canon», «Colgate», «Gatorade», «Land Rover», «Nike», «Parlux Fragrances», «Prince», «TAG Heuer» і «Tropicana».
Шараповій пропонували зайнятися модельним бізнесом, але вона відмовилася, тому що не хотіла кидати спорт. У 2006 році за версією журналу Sports Illustrated вона була названа найвродливішою спортсменкою року.
На час розслідування допінгового скандалу «Nike», «TAG Heuer» і «Porsche» призупинили дію рекламного контракту з Шараповою.
Крім них російська тенісистка має персональні спонсорські контракти з компаніями «Cole Haan», «Head», «Samsung» і «Evian».

## Особисте життя

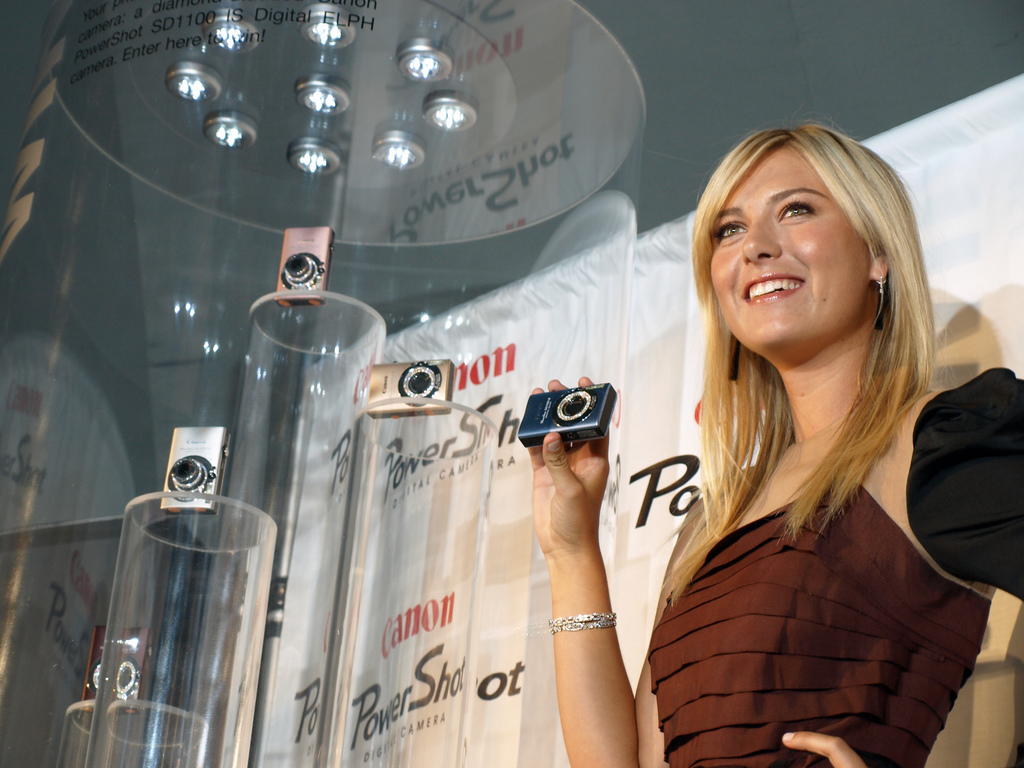
Шарапова презентує фотоапарат Canon

Батько Марії, Юрій, супроводжує Марію у всіх поїздках і перебуває на трибуні на всіх її матчах. Відомі приклади його скандальної поведінки: суперечки з іншими глядачами, грубі вигуки на адресу суперниць дочки. Багато російськомовних тенісисток, зокрема, Анастасія Мискіна, скаржилися на його витівки. Також на адресу Марії висувалися звинувачування від російських тенісисток у тому, що вона є американкою, яка добре спілкується російською мовою.
Американський журнал «Форбс» (англ. Forbes) визнав російську тенісистку Марію Шарапову найбагатшою спортсменкою світу. За 2008 рік вона заробила 26 мільйонів доларів.
Поза кортом, Шарапова полюбляє читати книжки. Найулюбленішими є про Шерлока Холмса та «Пеппі Довгапанчоха» Астрід Ліндгрен.
У 2002 році, Марія купила будинок з пляжем на Манхеттенському березі, Каліфорнія, що в передмісті Лос-Анджелеса, а в 2008 апартаменти в пентхаузі у м.Нетанья, Ізраїль.
На кінець 2008-го року Марія була неодружена. Але в пресі ходило багато чуток про її кохання і зустрічі з американським тенісистом Енді Роддіком. До тенісиста Енді Роддіка до наречених Шарапової записували музиканта Адама Лівайна. У 2008 році у Марії Шарапової, яка відновлювалася після травми плеча, з'явився новий приятель. Ним став Чарлі Еберсол — син президента телеканалу NBCSports Діка Еберсола.
Марія Шарапова визнана найпопулярнішою персоною із спортивного світу серед користувачів порталу Yahoo.com. Також відмічається, що в Топ-10 пошукових запитів Шарапова — єдина представниця світу тенісу.
У жовтні 2010 з'явилося оголошення про заручини Марії Шарапової зі словенським баскетболістом Сашею Вуячичем, що грає на позиції захисника в Лос-Анджелес Лейкерс.

## Важливі фінали

### Турніри Великого шолому (одиночний розряд)

#### Чемпіон (5)
| Рік  | Чемпіон         | Фіналіст       | Рахунок       |
| 2004 | Wimbledon       | Серена Вільямс | 6-1, 6-4      |
| 2006 | US Open         | Жустін Енен    | 6-4, 6-4      |
| 2008 | Australian Open | Ана Іванович   | 7-5, 6-3      |
| 2012 | Rolland Garros  | Сара Еррані    | 6-3, 6-2      |
| 2014 | Rolland Garros  | Симона Халеп   | 6-4, 6-7, 6-4 |

#### Фіналістка (5)
| Рік  | Місце проведення | Опонент           | Рахунок     |
| 2007 | Australian Open  | Серена Вільямс    | 6-1, 6-2    |
| 2011 | Wimbledon        | Петра Квітова     | 6-3, 6-4    |
| 2012 | Australian Open  | Вікторія Азаренко | 6-3, 6-0    |
| 2013 | Rolland Garros   | Серена Вільямс    | 6-4, 6-4    |
| 2015 | Australian Open  | Серена Вільямс    | 6-3, 7-6(5) |

### Чемпіонат WTA (одиночний розряд)

#### Чемпіон (1)
| Рік  | Місце проведення | Опонент        | Рахунок       |
| 2004 | Лос-Анжелес      | Серена Вільямс | 4-6, 6-2, 6-4 |

#### Фіналістка (1)
| Рік  | Місце проведення | Опонент     | Рахунок       |
| 2007 | Мадрид           | Жустін Енен | 5-7, 7-5, 6-3 |

## Фінали турнірів WTA

### Одиночний розряд: 59 (36 титулів, 23 поразки)
| Легенда                                            |
| -------------------------------------------------- |
| Турніри Великого шлему турніри (5–5)               |
| Олімпійські Ігри (0–1)                             |
| Фінали (1–2)                                       |
| WTA 1000 (Tier I / Premier 5 / Premier M) (14–11)  |
| WTA 500 (Tier II / Premier) (7–2)                  |
| WTA 250 (Tier III / Tier IV / International) (9–2) |

| Титули за покриттям |
| ------------------- |
| Тверде (20–17)      |
| Трава (3–4)         |
| Ґрунт (11–2)        |
| Килим (2–0)         |

| Титули за умовами |
| ----------------- |
| У залі (9–3)      |
| Під небом (27–20) |

| Результат | В-П   | Дата     | Турнір                                                 | Категорія     | Покриття      | Опонент                        | Рахунок            |
| --------- | ----- | -------- | ------------------------------------------------------ | ------------- | ------------- | ------------------------------ | ------------------ |
| Перемога  | 1–0   | Вер 2003 | Japan Open, Японія                                     | Tier III      | Тверде        | Аніко Капрош                   | 2–6, 6–2, 7–6(7–5) |
| Перемога  | 2–0   | Жов 2003 | Tournoi de Québec, Канада                              | Tier III      | Килим (i)     | Мілагрос Секера                | 6–2, retired       |
| Перемога  | 3–0   | Чер 2004 | Birmingham Classic, Велика Британія                    | Tier III      | Трава         | Татьяна Головін                | 4–6, 6–2, 6–1      |
| Перемога  | 4–0   | Лип 2004 | Вімблдонський турнір, Велика Британія                  | Grand Slam    | Трава         | Серена Вільямс                 | 6–1, 6–4           |
| Перемога  | 5–0   | Вер 2004 | Hansol Korea Open Tennis Championships, Південна Корея | Tier IV       | Тверде        | Марта Домаховська              | 6–1, 6–1           |
| Перемога  | 6–0   | Жов 2004 | Японія Open, Японія (2)                                | Tier III      | Тверде        | Машона Вашінгтон               | 6–0, 6–1           |
| Поразка   | 6–1   | Жов 2004 | Zurich Open, Швейцарія                                 | Tier I        | Тверде (i)    | Алісія Молік                   | 6–4, 2–6, 3–6      |
| Перемога  | 7–1   | Лис 2004 | Фінал WTA, США                                         | Фінали        | Тверде (i)    | Серена Вільямс                 | 4–6, 6–2, 6–4      |
| Перемога  | 8–1   | Лют 2005 | Toray Pan Pacific Open, Японія                         | Tier I        | Килим (i)     | Ліндсі Девенпорт               | 6–1, 3–6, 7–6(7–5) |
| Перемога  | 9–1   | Лют 2005 | Qatar Ladies Open, Катар                               | Tier II       | Тверде        | Алісія Молік                   | 4–6, 6–1, 6–4      |
| Поразка   | 9–2   | Бер 2005 | Відкритий чемпіонат Маямі з тенісу, США                | Tier I        | Тверде        | Кім Клейстерс                  | 3–6, 5–7           |
| Перемога  | 10–2  | Чер 2005 | Birmingham Classic, Велика Британія (2)                | Tier III      | Трава         | Єлена Янкович                  | 6–2, 4–6, 6–1      |
| Поразка   | 10–3  | Лют 2006 | Dubai Tennis Championships, UAE                        | Tier II       | Тверде        | Жустін Енен                    | 5–7, 2–6           |
| Перемога  | 11–3  | Бер 2006 | Indian Wells Open, США                                 | Tier I        | Тверде        | Олена Дементьєва               | 6–1, 6–2           |
| Поразка   | 11–4  | Кві 2006 | Miami Open, США                                        | Tier I        | Тверде        | Світлана Кузнецова             | 4–6, 3–6           |
| Перемога  | 12–4  | Сер 2006 | San Diego Open, США                                    | Tier I        | Тверде        | Кім Клейстерс                  | 7–5, 7–5           |
| Перемога  | 13–4  | Вер 2006 | Відкритий чемпіонат США з тенісу, США                  | Grand Slam    | Тверде        | Жустін Енен                    | 6–4, 6–4           |
| Перемога  | 14–4  | Жов 2006 | Zurich Open, Швейцарія                                 | Tier I        | Тверде (i)    | Даніела Гантухова              | 6–1, 4–6, 6–3      |
| Перемога  | 15–4  | Жов 2006 | Linz Open, Австрія                                     | Tier II       | Тверде (i)    | Надія Петрова                  | 7–5, 6–2           |
| Поразка   | 15–5  | Січ 2007 | Відкритий чемпіонат Австралії з тенісу, Австралія      | Grand Slam    | Тверде        | Серена Вільямс                 | 1–6, 2–6           |
| Поразка   | 15–6  | Чер 2007 | Birmingham Classic, Велика Британія                    | Tier III      | Трава         | Єлена Янкович                  | 6–4, 3–6, 5–7      |
| Перемога  | 16–6  | Сер 2007 | Southern California Open, США (2)                      | Tier I        | Тверде        | Патті Шнідер                   | 6–2, 3–6, 6–0      |
| Поразка   | 16–7  | Лис 2007 | WTA Фінали, Іспанія                                    | Фінали        | Тверде (i)    | Жустін Енен                    | 7–5, 5–7, 3–6      |
| Перемога  | 17–7  | Січ 2008 | Australian Open, Австралія                             | Grand Slam    | Тверде        | Ана Іванович                   | 7–5, 6–3           |
| Перемога  | 18–7  | Лют 2008 | Катар Open, Катар (2)                                  | Tier I        | Тверде        | Віра Звонарьова                | 6–1, 2–6, 6–0      |
| Перемога  | 19–7  | Кві 2008 | Amelia Island Championships, США                       | Tier II       | Ґрунт (green) | Домініка Цібулкова             | 7–6(9–7), 6–3      |
| Поразка   | 19–8  | Сер 2009 | Мастерс Канада, Канада                                 | Premier 5     | Тверде        | Дементьєва Олена В'ячеславівна | 4–6, 3–6           |
| Перемога  | 20–8  | Жов 2009 | Pan Pacific Open, Японія (2)                           | Premier 5     | Тверде        | Єлена Янкович                  | 5–2, retired       |
| Перемога  | 21–8  | Лют 2010 | U.S. National Indoor Championships, США                | International | Тверде (i)    | Софія Арвідссон                | 6–2, 6–1           |
| Перемога  | 22–8  | Тра 2010 | Internationaux de Strasbourg, Франція                  | International | Ґрунт         | Крістіна Барруа                | 7–5, 6–1           |
| Поразка   | 22–9  | Чер 2010 | Birmingham Classic, Велика Британія                    | International | Трава         | Лі На                          | 5–7, 1–6           |
| Поразка   | 22–10 | Сер 2010 | Silicon Valley Classic, США                            | Premier       | Тверде        | Вікторія Азаренко              | 4–6, 1–6           |
| Поразка   | 22–11 | Сер 2010 | Мастерс Цинциннаті, США                                | Premier 5     | Тверде        | Кім Клейстерс                  | 6–2, 6–7(4–7), 2–6 |
| Поразка   | 22–12 | Кві 2011 | Miami Open, США                                        | Premier M     | Тверде        | Азаренко Вікторія Федорівна    | 1–6, 4–6           |
| Перемога  | 23–12 | Тра 2011 | Мастерс Рим, Італія                                    | Premier 5     | Ґрунт         | Саманта Стосур                 | 6–2, 6–4           |
| Поразка   | 23–13 | Лип 2011 | Wimbledon, Велика Британія                             | Grand Slam    | Трава         | Петра Квітова                  | 3–6, 4–6           |
| Перемога  | 24–13 | Сер 2011 | Cincinnati Open, США                                   | Premier 5     | Тверде        | Єлена Янкович                  | 4–6, 7–6(7–3), 6–3 |
| Поразка   | 24–14 | Січ 2012 | Australian Open, Австралія                             | Grand Slam    | Тверде        | Азаренко Вікторія Федорівна    | 3–6, 0–6           |
| Поразка   | 24–15 | Бер 2012 | Indian Wells Open, США                                 | Premier M     | Тверде        | Азаренко Вікторія Федорівна    | 2–6, 3–6           |
| Поразка   | 24–16 | Бер 2012 | Miami Open, США                                        | Premier M     | Тверде        | Агнешка Радванська             | 5–7, 4–6           |
| Перемога  | 25–16 | Кві 2012 | Porsche Tennis Grand Prix, Німеччина                   | Premier       | Ґрунт (i)     | Азаренко Вікторія Федорівна    | 6–1, 6–4           |
| Перемога  | 26–16 | Тра 2012 | Italian Open, Італія (2)                               | Premier 5     | Ґрунт         | Лі На                          | 4–6, 6–4, 7–6(7–5) |
| Перемога  | 27–16 | Чер 2012 | Відкритий чемпіонат Франції з тенісу, Франція          | Grand Slam    | Ґрунт         | Сара Еррані                    | 6–3, 6–2           |
| Поразка   | 27–17 | Сер 2012 | Теніс на Олімпійських іграх, Велика Британія           | Olympics      | Трава         | Серена Вільямс                 | 0–6, 1–6           |
| Поразка   | 27–18 | Жов 2012 | China Open, КНР                                        | Premier M     | Тверде        | Азаренко Вікторія Федорівна    | 3–6, 1–6           |
| Поразка   | 27–19 | Жов 2012 | WTA Фінали, Туреччина                                  | Фінали        | Тверде (i)    | Серена Вільямс                 | 4–6, 3–6           |
| Перемога  | 28–19 | Бер 2013 | Indian Wells Open, США (2)                             | Premier M     | Тверде        | Каролін Возняцкі               | 6–2, 6–2           |
| Поразка   | 28–20 | Бер 2013 | Miami Open, США                                        | Premier M     | Тверде        | Серена Вільямс                 | 6–4, 3–6, 0–6      |
| Перемога  | 29–20 | Кві 2013 | Stuttgart Open, Німеччина (2)                          | Premier       | Ґрунт (i)     | Лі На                          | 6–4, 6–3           |
| Поразка   | 29–21 | Тра 2013 | Madrid Open, Іспанія                                   | Premier M     | Ґрунт         | Серена Вільямс                 | 1–6, 4–6           |
| Поразка   | 29–22 | Чер 2013 | French Open, Франція                                   | Grand Slam    | Ґрунт         | Серена Вільямс                 | 4–6, 4–6           |
| Перемога  | 30–22 | Кві 2014 | Stuttgart Open, Німеччина (3)                          | Premier       | Ґрунт (i)     | Ана Іванович                   | 3–6, 6–4, 6–1      |
| Перемога  | 31–22 | Тра 2014 | Madrid Open, Іспанія                                   | Premier M     | Ґрунт         | Сімона Халеп                   | 1–6, 6–2, 6–3      |
| Перемога  | 32–22 | Чер 2014 | French Open, Франція (2)                               | Grand Slam    | Ґрунт         | Симона Халеп                   | 6–4, 6–7(5–7), 6–4 |
| Перемога  | 33–22 | Жов 2014 | КНР Open, КНР                                          | Premier M     | Тверде        | Петра Квітова                  | 6–4, 2–6, 6–3      |
| Перемога  | 34–22 | Січ 2015 | Brisbane International, Австралія                      | Premier       | Тверде        | Ана Іванович                   | 6–7(4–7), 6–3, 6–3 |
| Поразка   | 34–23 | Січ 2015 | Australian Open, Австралія                             | Grand Slam    | Тверде        | Серена Вільямс                 | 3–6, 6–7(5–7)      |
| Перемога  | 35–23 | Тра 2015 | Italian Open, Італія (3)                               | Premier 5     | Ґрунт         | Карла Суарес Наварро           | 4–6, 7–5, 6–1      |
| Перемога  | 36–23 | Жов 2017 | Tianjin Open, КНР                                      | International | Тверде        | Аріна Соболенко                | 7–5, 7–6(10–8)     |

### Парний розряд: 4 (3 титули, 1 поразка)
| Легенда                  |
| ------------------------ |
| WTA 250 (Tier III) (3–1) |

| Титули за покриттям |
| ------------------- |
| Тверде (2–1)        |
| Трава (1–0)         |

| Результат | В-П | Дата     | Турнір                                  | Категорія | Покриття   | Партнер            | Опоненти                               | Рахунок       |
| --------- | --- | -------- | --------------------------------------- | --------- | ---------- | ------------------ | -------------------------------------- | ------------- |
| Перемога  | 1–0 | Вер 2003 | Japan Open, Японія                      | Tier III  | Тверде     | Тамарін Танасугарн | - Енслі Карґілл - Ешлі Гарклроуд       | 7–6(7–1), 6–0 |
| Перемога  | 2–0 | Жов 2003 | BGL Luxembourg Open, Люксембург         | Tier III  | Тверде (i) | Тамарін Танасугарн | - Олена Татаркова - Марлен Вайнгартнер | 6–1, 6–4      |
| Поразка   | 2–1 | Лют 2004 | U.S. National Indoor Championships, США | Tier III  | Тверде (i) | Віра Звонарьова    | - Оса Свенссон - Мейлен Ту             | 4–6, 6–7(0–7) |
| Перемога  | 3–1 | Чер 2004 | Birmingham Classic, Велика Британія     | Tier III  | Трава      | Марія Кириленко    | - Ліза Макші - Мілагрос Секера         | 6–2, 6–1      |

## Графік виступів на турнірах
Наведена нижче таблиця допомагає розшифрувати умовні позначення в таблиці виступів тенісиста.
| Умовні позначення виступів | Умовні позначення виступів                | Умовні позначення виступів | Умовні позначення виступів |
| -------------------------- | ----------------------------------------- | -------------------------- | -------------------------- |
| В/У                        | Відношення виграшів до участі на турнірах | В-П                        | Виграш-Поразка             |
| ТН                         | Турнір не проводився                      | Н                          | Тенісист не брав участі    |
| КР                         | програв у кваліфікаційному турнірі        | #Р                         | попередні раунди турніру   |
| ЧФ                         | тенісист досяг чвертьфіналу               | ПФ                         | тенісист досяг півфіналу   |
| Ф                          | тенісист програв у фіналі                 | Ч                          | Чемпіон турніру            |

| Змагання                | 2002      | 2003      | 2004      | 2005      | 2006      | 2007      | 2008      | 2009  | 2010  | 2011  | 2012    | В/У    | В-П    |
| ----------------------- | --------- | --------- | --------- | --------- | --------- | --------- | --------- | ----- | ----- | ----- | ------- | ------ | ------ |
| Турніри Великого шолому |           |           |           |           |           |           |           |       |       |       |         |        |        |
| Чемпіонат Австралії     | Н         | 1Р        | 3Р        | ПФ        | ПФ        | Ф         | Ч         | Н     | 1Р    | 4Р    | Ф       | 1 / 9  | 31-7   |
| Чемпіонат Франції       | Н         | 1Р        | ЧФ        | ЧФ        | 4Р        | ПФ        | 4Р        | ЧФ    | 3Р    | ПФ    | Ч       | 1 / 10 | 33-9   |
| Вімблдон                | Н         | 4Р        | Ч         | ПФ        | ПФ        | 4Р        | 2Р        | 2Р    | 4Р    | Ф     | 4Р      | 1 / 10 | 34-8   |
| Чемпіонат США           | Н         | 2Р        | 3Р        | ПФ        | Ч         | 3Р        | Н         | 3Р    | 4Р    | 3Р    | ПФ      | 1 / 9  | 24-7   |
| В/У                     | 0 / 0     | 0 / 4     | 1 / 4     | 0 / 4     | 1 / 4     | 0 / 4     | 1 / 3     | 0 / 3 | 0 / 4 | 0 / 4 | 1 / 2   | 4 / 32 |        |
| В-П                     | 0-0       | 10-4      | 15-3      | 19-4      | 20-3      | 16-4      | 11-2      | 7-3   | 8-4   | 16-4  | 13-1    |        | 119-28 |
| Олімпійські ігри        |           |           |           |           |           |           |           |       |       |       |         |        |        |
| Олімпійські ігри        | НП        | НП        | Н         | НП        | НП        | НП        | Н         | НП    | НП    | НП    | Ф       | 0 / 0  | 0–0    |
|                         |           |           |           |           |           |           |           |       |       |       |         |        |        |
| Чемпіонат WTA           | Н         | Н         | Ч         | ПФ        | ПФ        | Ф         | Н         | Н     |       |       |         | 1 / 4  | 13–5   |
| Турніри WTA Premier     |           |           |           |           |           |           |           |       |       |       |         |        |        |
| Індіан-Веллс            | 2Р        | 1Р        | 4Р        | ПФ        | Ч         | 4Р        | ПФ        | Н     | 3Р    | ПФ    | Ф       | 1 / 10 | 24-8   |
| Маямі                   | Н         | 1Р        | 4Р        | Ф         | Ф         | 4Р        | Н         | Н     | Н     | Ф     | Ф       | 0 / 7  | 19-6   |
| Мадрид                  | НП        | НП        | НП        | НП        | НП        | НП        | НП        | Н     | 1Р    | 3Р    | ЧФ      | 0 / 3  | 2–2    |
| Пекін                   |           |           |           | Не I кат. | Не I кат. | Не I кат. | Не I кат. | 3Р    | 2Р    |       |         | 0 / 2  | 2-2    |
| Турніри WTA Premier 5   |           |           |           |           |           |           |           |       |       |       |         |        |        |
| ДубаЇ                   | Не I кат. | Не I кат. | Не I кат. | Не I кат. | Не I кат. | Не I кат. | Не I кат. | Н     | Н     | Н     | Н       | 0 / 0  | 0–0    |
| Рим                     | Н         | Н         | 3Р        | ПФ        | Н         | Н         | ПФ        | Н     | Н     | Ч     | Ч       | 1 / 4  | 13-3   |
| Цинциннаті              | -         | -         | Не I кат. | Не I кат. | Не I кат. | Не I кат. | Не I кат. | Н     | Ф     | Ч     | Н       | 1 / 2  | 5–1    |
| Монреаль / Торонто      | Н         | 1Р        | 3Р        | Н         | Н         | Н         | 3Р        | Ф     | Н     | 3Р    | Н       | 0 / 5  | 7-3    |
| Токіо                   | Н         | Н         | 2Р        | Ч         | ПФ        | ПФ        | Н         | Ч     | 1Р    | ЧФ    |         | 2 / 7  | 15-4   |
| Турніри WTA I категорії |           |           |           |           |           |           |           |       |       |       |         |        |        |
| Цюрих                   | Н         | Н         | Ф         | Н         | Ч         | Н         | Н         | Н     | Н     | -     |         | 1 / 2  | 7-1    |
| Сан-Дієго               | -         | -         | ЧФ        | Н         | Ч         | Ч         | Н         | Н     | Н     | -     |         | 2 / 3  | 12-1   |
| Доха                    | Не I кат. | Не I кат. | Не I кат. | Не I кат. | Не I кат. | Не I кат. | Ч         | Н     | Н     | Н     |         | 1 / 1  | 5-0    |
| Чарлестон               | Н         | 1Р        | Н         | Н         | Н         | Н         | ЧФ        | Н     | Н     | Н     | Н       | 0 / 2  | 4-2    |
| Берлін                  | Н         | Н         | 3Р        | ЧФ        | Н         | Н         | Н         | Н     | Н     | Н     |         | 0 / 2  | 4-2    |
| Москва                  | Н         | Н         | Н         | ЧФ        | ЧФ        | 2Р        | Н         | Н     | Н     | -     |         | 0 / 3  | 2-2    |
| Статистика виступів     |           |           |           |           |           |           |           |       |       |       |         |        |        |
| Зіграно турнірів        | 2         | 14        | 20        | 15        | 15        | 13        | 9         | 10    | 5     | -     | 103     |        |        |
| Виступів у фіналі       | 0         | 2         | 6         | 4         | 7         | 4         | 3         | 2     | 2     | -     | 30      |        |        |
| Чемпіонства             | 0         | 2         | 5         | 3         | 5         | 1         | 3         | 1     | 2     | -     | 22      |        |        |
| В-П на харді            | 1-2       | 20-8      | 35-12     | 34-8      | 48-6      | 26-7      | 19-1      | 20-5  | 18-5  | -     | 221-54  |        |        |
| В-П на ґрунт            | 0-0       | 5-2       | 8-3       | 9-3       | 3-1       | 7-2       | 12-2      | 6-2   | 7-2   | -     | 57-17   |        |        |
| В-П на траві            | 0-0       | 9-2       | 12-0      | 10-1      | 8-2       | 7-2       | 1-1       | 5-2   | 7-2   | -     | 59-12   |        |        |
| В-П (загальна)          | 1-2       | 34-12     | 55-15     | 53-12     | 59-9      | 40-11     | 32-4      | 31-9  | 32-9  | N/A   | 368-881 |        |        |
| Від %                   | 33 %      | 74 %      | 79 %      | 82 %      | 87 %      | 78 %      | 89 %      | 77 %  | 79 %  | N/A   | 80.3 %  |        |        |
| Підсумковий рейтинг     | 186       | 32        | 4         | 4         | 2         | 5         | 9         | 14    |       | -     | -       |        |        |

1 Три перемоги в кваліфікаційному турнірі.